# Palais ducal de Mantoue
Pour les articles homonymes, voir Palazzo Ducale.
Le palais ducal de Mantoue (en italien Palazzo Ducale di Mantova) est un complexe palatial situé dans la ville italienne de Mantoue en Lombardie, construit entre les XIVe et XVIIe siècles, principalement par la famille de Gonzague. Il s'agit de l'un des principaux monuments historiques de la ville.
À partir de 1308, il est la résidence officielle des seigneurs de Mantoue, les Bonacolsi, avant de devenir celle des Gonzague, seigneurs, marquis et enfin ducs de la cité virgilienne. De ce fait, il est également connu sous le nom de « palais des Gonzague », même s'il prit le nom de « palais royal » pendant la domination autrichienne, à l'époque du règne de Marie-Thérèse d'Autriche (1717-1780).
Ensemble de bâtiments embelli par les ducs de Mantoue successifs, qui tous voulurent ajouter une aile pour leur prestige personnel et la conservation de leurs œuvres d'art, le palais ducal couvre une superficie totale de plus de 35 000 m². Il compte plus de 500 pièces et contient sept jardins et huit cours, les bâtiments étant reliés par des couloirs et des galeries.
Parmi les très riches éléments d'architecture et de peinture, les œuvres les plus célèbres du palais sont les fresques de La Chambre des Époux, entièrement de la main d'Andrea Mantegna, situées dans le château Saint-Georges, la partie militaire du complexe architectural.

## Histoire

### Période des Bonacolsi et des Gonzague

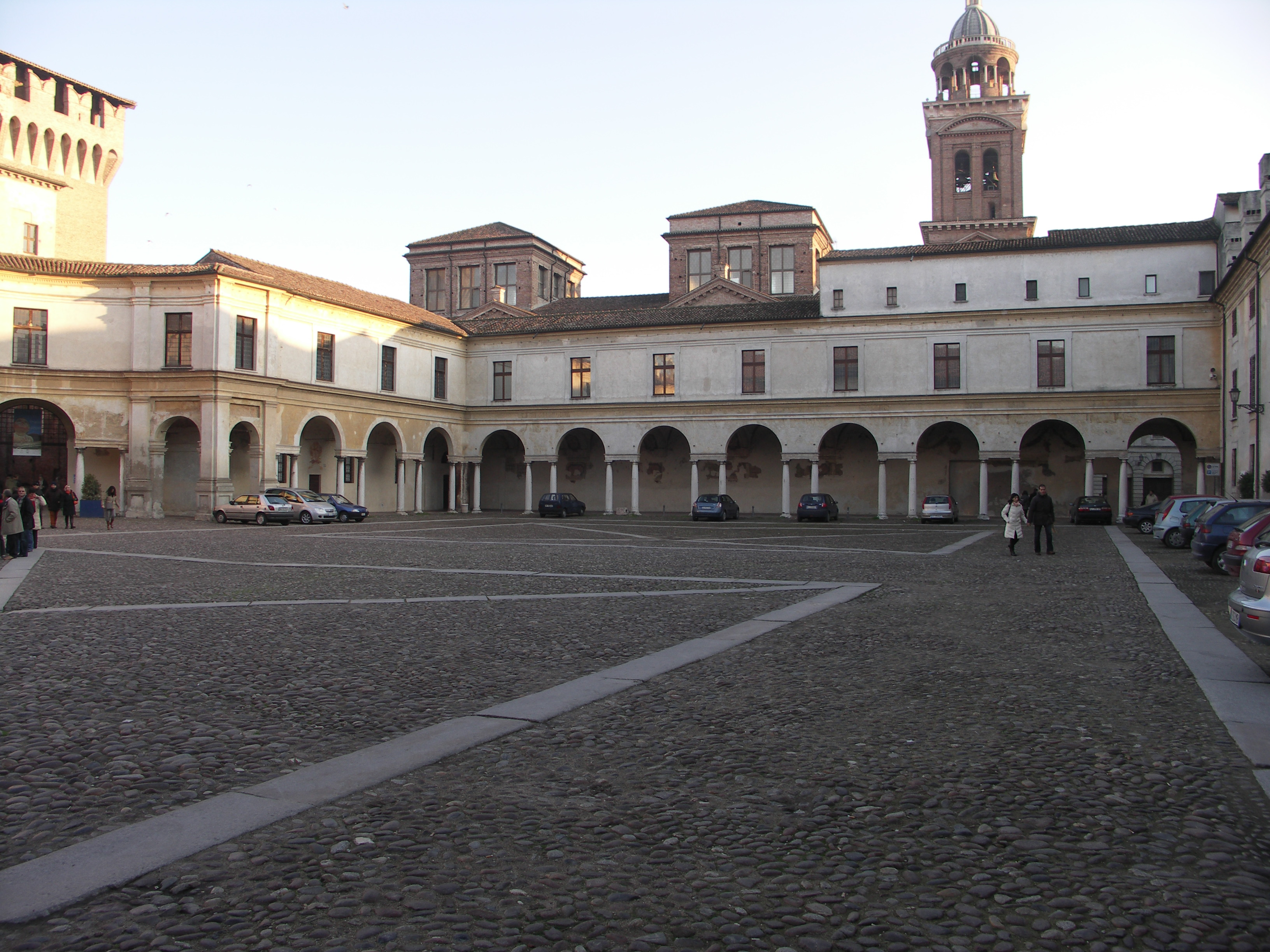
Piazza Castello et le clocher de Santa Barbara.

Des pièces distinctes et séparées ont été construites à différentes époques à partir du XIIIe siècle, d'abord par la famille Bonacolsi, puis à l'instigation des Gonzague. Les plus anciennes parties du château sont le Palazzo del Capitano, construit au début du XIVe siècle par le capitaine du peuple Guido Bonacossi dont la famille a dirigé de Mantoue de 1271 à 1328, et la Domus Magna bâtie en 1355. Les Gonzague, qui s'emparent du pouvoir en 1328, unifient les deux bâtiments en un complexe immobilier qui va devenir le cœur du palais ducal. En s'installant dans les anciens palais communaux, les nouveaux seigneurs en subvertissent le sens politique et, petit à petit, imposent leur présence dans l'espace civique.
À la fin du même siècle, Bartolino de Novare, l'un des plus célèbres architectes militaires de l'époque, construit le château Saint-Georges.
À l'occasion du concile qui se réunit à Mantoue en 1459-1460 et pendant lequel les participants sont logés dans le Palazzo del Capitano et la Domus Magna, Louis II de Mantoue transfère sa cour au château Saint-Georges.
Le duc Guillaume de Mantoue charge le préfet de la Fabrique, Giovan Battista Bertani de relier les différents édifices sous une forme organique de manière à créer, à partir de 1556, un unique ensemble monumental et architectural grandiose, l'un des plus grands d'Europe (environ 34 000 m² ), qui s'étend entre la rive du lac Inferieur et la Piazza Sordello, l'ancienne Piazza di San Pietro. Bertani meurt en 1576, les travaux sont poursuivis par Bernardino Facciotto qui achève l'intégration des jardins, places, arcades, galeries, exèdres et cours, fixant définitivement l'aspect de la résidence ducale. La tour de l'horloge du clocher de l'église Santa Barbara, qui avait le rôle de chapelle du Palais (Basilique Palatine) pour les Gonzague, est aussi conçue par Giovan Battista Bertani.
Le Domus Nova est terminée, un siècle plus tard par Luca Fancelli qui est à l'origine de la partie appelée Corte Nuova ( Nouvelle Cour), qui comprend entre autres les appartements ducaux avec le célèbre cycle de fresques de Giulio Romano. Entre le XVIe et le XVIIe siècle,le peintre et architecte Antonio Maria Viani construit dans l'appartement de Vincent Ier de Mantoue la salle dite des Métamorphoses et la Loggia d'Eleonora.
Ainsi, au cours des quatre siècles de domination des Gonzague, le palais s'agrandit progressivement, à la fois par l'ajout de nouveaux bâtiments et par la modification de ceux existants  Plusieurs noyaux se sont formés qui ont pris le nom de : 
- Corte Vecchia, qui comprend les bâtiments les plus anciens vers la Piazza Sordello
- Domus Nova, construite par Luca Fancelli
- Corte Nuova, face au lac, construite par Giulio Romano et agrandie par la suite par Bertani et Viani
- Basilique palatine de Sainte-Barbara, construite par Bertani.

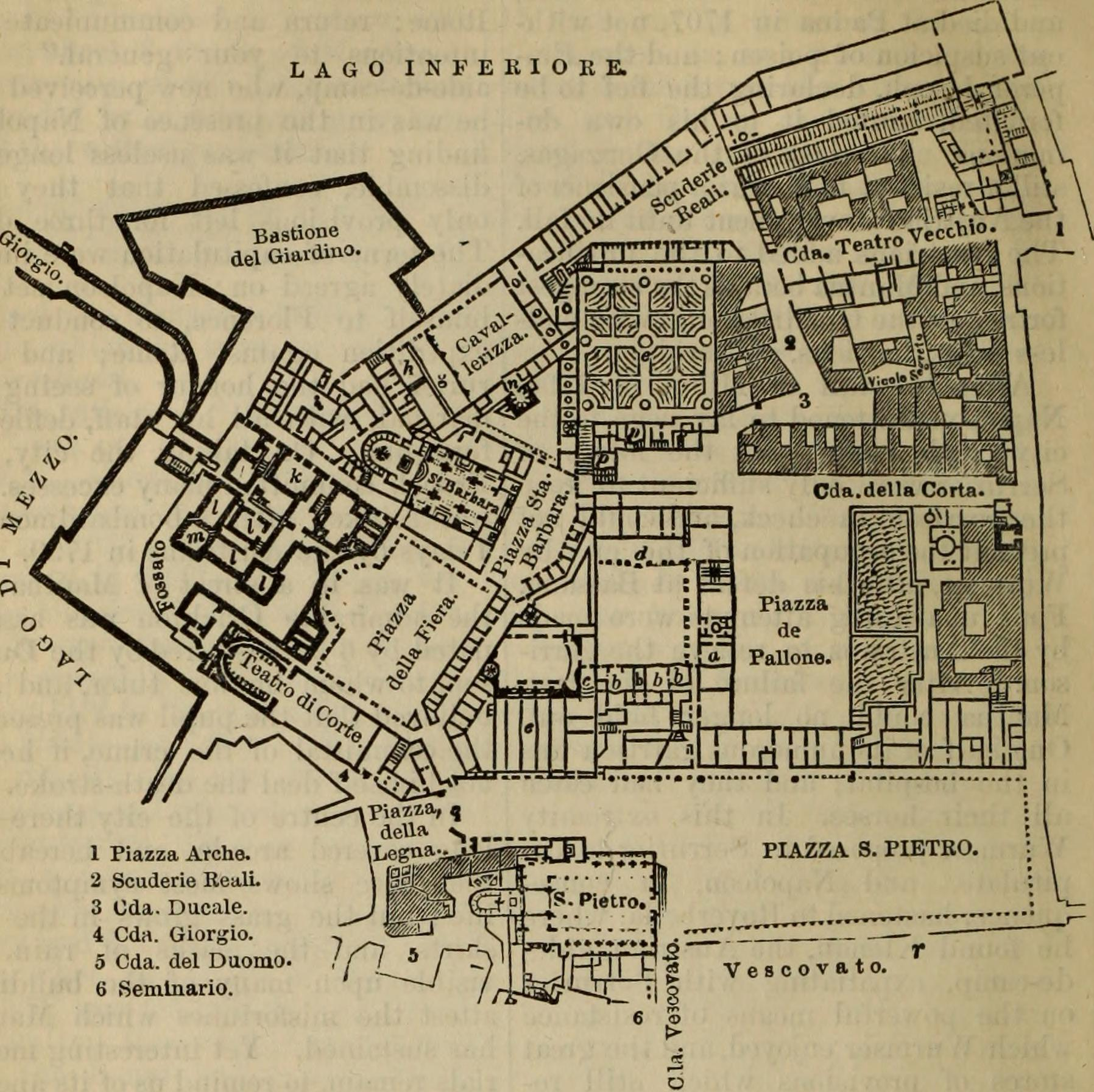
Plan du Palais Ducal de Mantoue en 1870.

Le complexe comprenait également des bâtiments et des cours aujourd'hui démolis, notamment la Palazzina della Paleologa (démolie en 1899) et le Théâtre de la Cour.
L'intérieur du palais est presque nu car, à la suite de contraintes financières, les Gonzague, à commencer par le duc Ferdinand de Mantoue, aliènent la Collection Gonzague, notamment à Charles Ier (roi d'Angleterre), ainsi que le mobilier. D'autres pillages sont causés lors du sac de Mantoue en 1630 et par les enlèvements du dernier duc Charles III Ferdinand de Mantoue, qui se réfugie à Venise en 1707.
Avec le gouverneur impérial Philippe de Hesse-Darmstadt, en 1716, le palais est partiellement re-meublé avec des peintures, des sculptures et des meubles des anciennes résidences ducales des Pico della Mirandola. Le dernier duc Francesco Maria Pico della Mirandola est déclaré caduc pour « fellonie » en 1706 par l'empereur Joseph Ier (empereur du Saint-Empire).
Ayant perdu sa fonction de cour multifonctionnelle au service de la famille régnante, le palais est dépouillé de ses fonctions et de sa signification pendant toute la période de la domination habsbourgeoise et française, puis de nouveau jusqu'à la Troisième guerre d'indépendance italienne qui marque la fin de la domination autrichienne en 1866. Il assume de plus en plus des fonctions militaires comme pierre angulaire de la place forte qu'est devenue la ville de Mantoue. Le château de San Giorgio est presque entièrement intégré aux salles destinées à un usage militaire.

### Musée

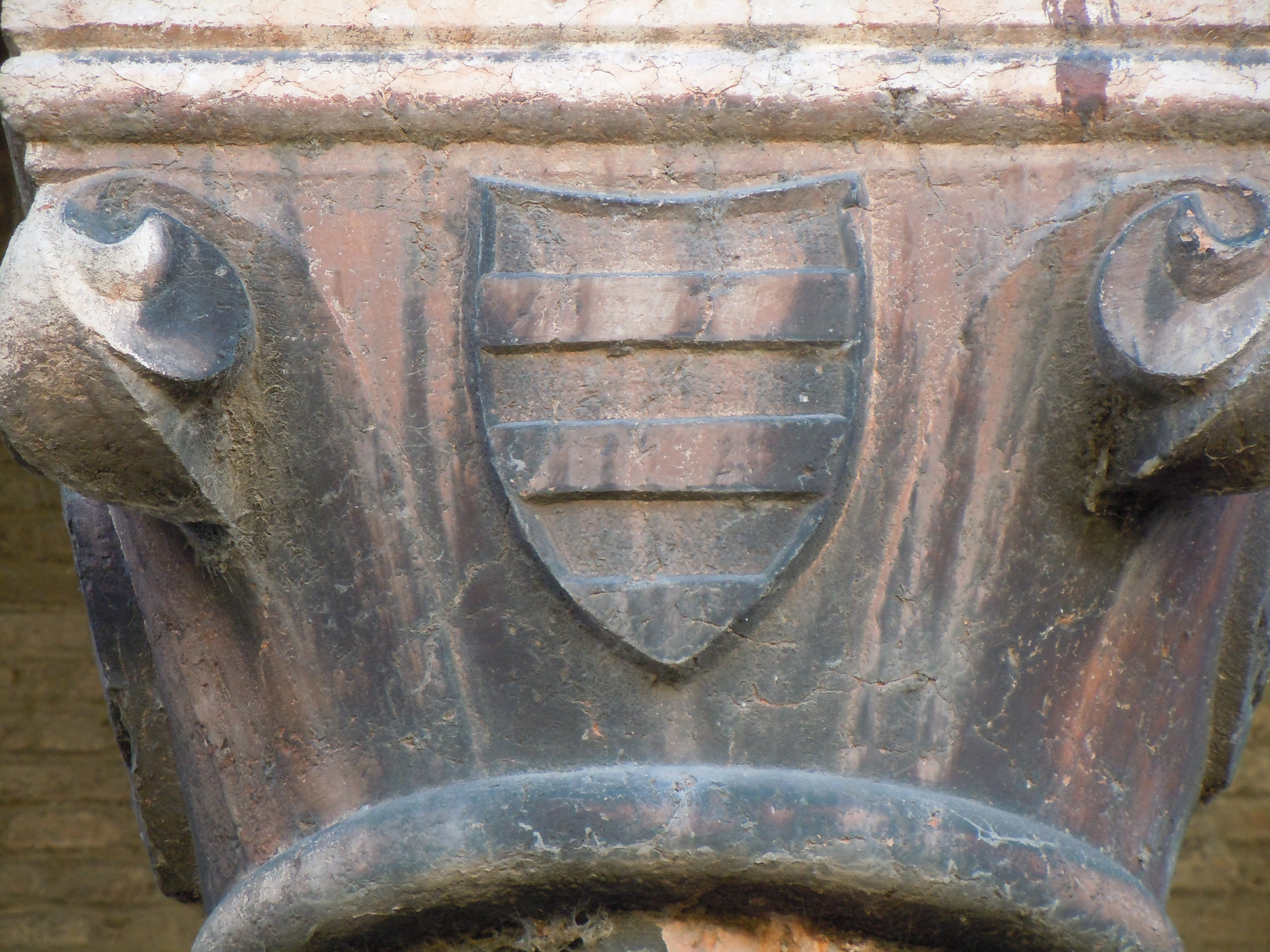
Armoiries de la famille Bonacolsi ou Gonzaga sur une colonne du palais.

Par la suite, les différents édifices vivent une période d'abandon ayant eu comme conséquence leur forte détérioration. Avec l'annexion de Mantoue au royaume d'Italie, le palais devient une partie du patrimoine national. En 1887, la « partie monumentale » de l'ensemble architectural est reprise par le ministère de l'Éducation, une décision qui permet les premières visites publiques du bâtiment la même année. Le début de la fonction muséale peut être daté du 10 octobre 1887 lorsqu'un registre journalier régulier des visiteurs, même non payants, est établi. En 1915, une Convention est finalement stipulée entre l'État et les institutions locales pour l'établissement du Musée dans le palais ducal de Mantoue.

### Événements sismiques de 2012
Les Séismes de mai 2012 en Émilie-Romagne ont abord causé des dommages à certaines salles du palais (Sala di Manto, Galleria dei Mesi, Corridor del Bertani). Le bâtiment, fermé à partir du 20 mai 2012, n'a ensuite été rouvert aux visites touristiques que partiellement, car il a fallu effectuer d'importants travaux de restauration dans la Corte Nuova, l'aile du bâtiment la plus endommagée par les tremblements de terre. Les dégâts causés le 29 mai ont été beaucoup plus graves : en plus d'aggraver les dégâts du tremblement de terre du 20, ils ont touché le clocher de le basilique palatine de Sainte-Barbara et le château Saint-Georges, dans lesquels, même marginalement, la fameuse La Chambre des Époux d'Andrea Mantegna a été abîmée, nécessitant des restaurations.
Après les travaux de consolidation du Château Saint-Georges, La Chambre des Époux a été rouverte aux visites à partir du 3 avril 2015 en même temps que l'exposition de la collection de Romano Freddi, un industriel de Mantoue, cédée en prêt gratuit et comprenant une centaine d'œuvres de l'époque Gonzague dont un tableau de Giulio Romano et de ses élèves, et le fragment du retable de la Trinité adoré par la famille Gonzague de Pierre Paul Rubens qui représente François IV de Mantoue.

## Description
L'ensemble architectural du Palazzo Ducale  impressionne par sa dimension et par la complexité de ses couloirs en enfilade.

### Corte Vecchia

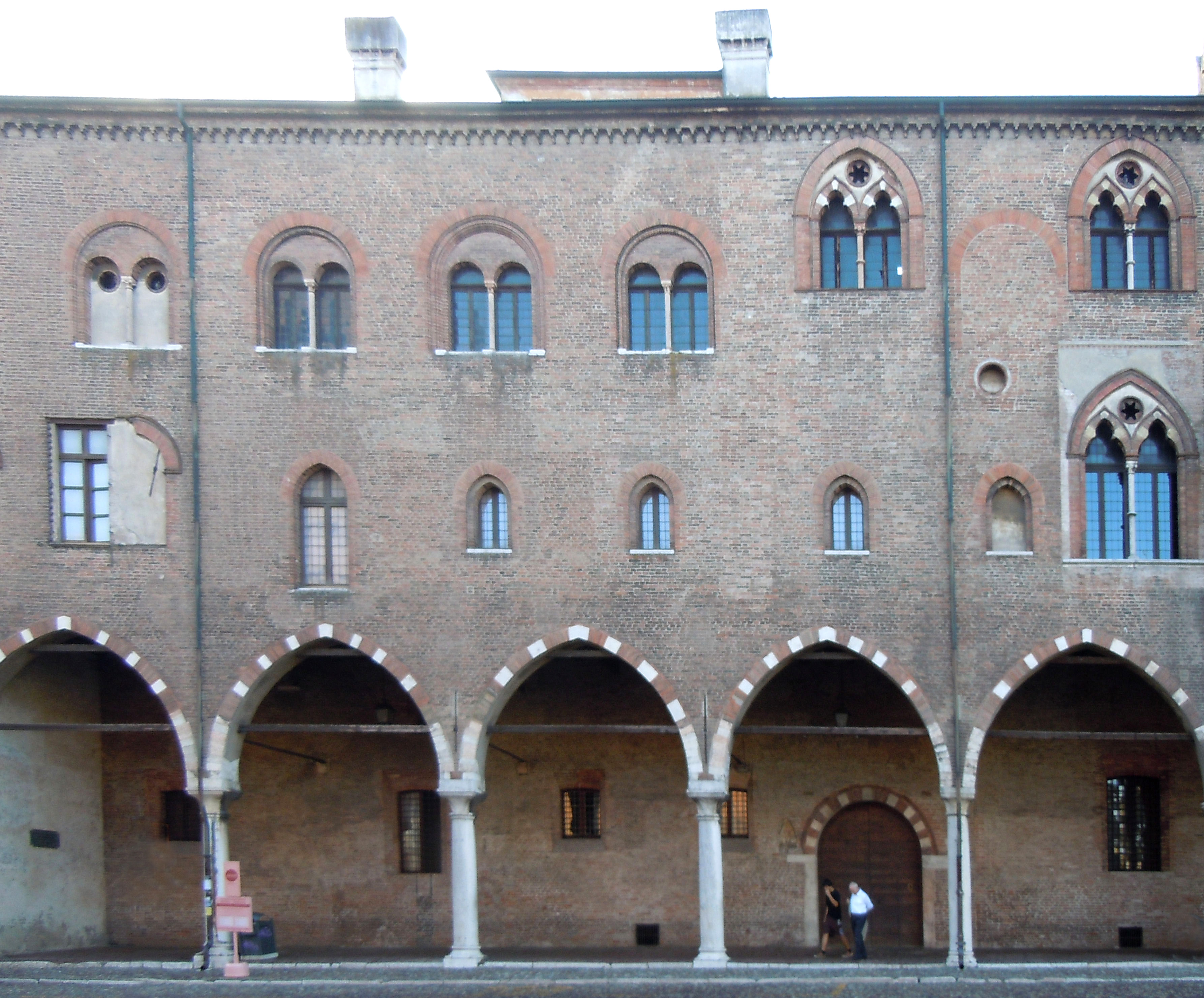
Domus Magna.

L'entrée du palais se fait par la piazza Sordello depuis laquelle on peut voir les plus anciens édifices, le palazzo del Capitano (palais du Capitaine) et la Domus Magna, qui en constituent la façade. Ces deux bâtiments ont un large portique avec des arcs en ogive, des baies simples au premier étage et doubles au second. L'utilisation de la pierre claire qui alterne avec la brique, du marbre de différentes couleurs pour les colonnes et les pilastres, crée un fort chromatisme. Depuis les balcons, les seigneurs et les dames pouvaient facilement regarder toutes les manifestations qui se déroulaient sur la place tels les tournois, les cérémonies de toutes sortes, les représentations théâtrales, ou bien encore les exécutions.
Le palazzo del Capitano qui surplombe la Piazza Sordello, est le plus ancien édifice du palais ducal, commandé par Guido Bonacolsi à la fin du XIIIe siècle. Initialement construit sur deux étages et séparé de la Domus Magna par une ruelle, dans les premières années du XIVe siècle, il a été surélevé d'un étage et relié à la Domus Magna elle-même par le portique monumental qui est demeuré pour l'essentiel jusqu'à aujourd'hui. Le deuxième étage est rajouté, constitué d'un seul immense salon (m 67x15) dit armurerie, également appelé salon de la Diète, car il abrita la Diète de Mantoue de 1459. Cet environnement distingué est aujourd'hui abandonné et a besoin d'être restauré.
La Domus Magna (qui appartenait également à Guido Bonacolsi) et le palazzo del Capitano constituent le noyau originel qui a donné forme au Corte Vecchia .

#### Salles Pisanello

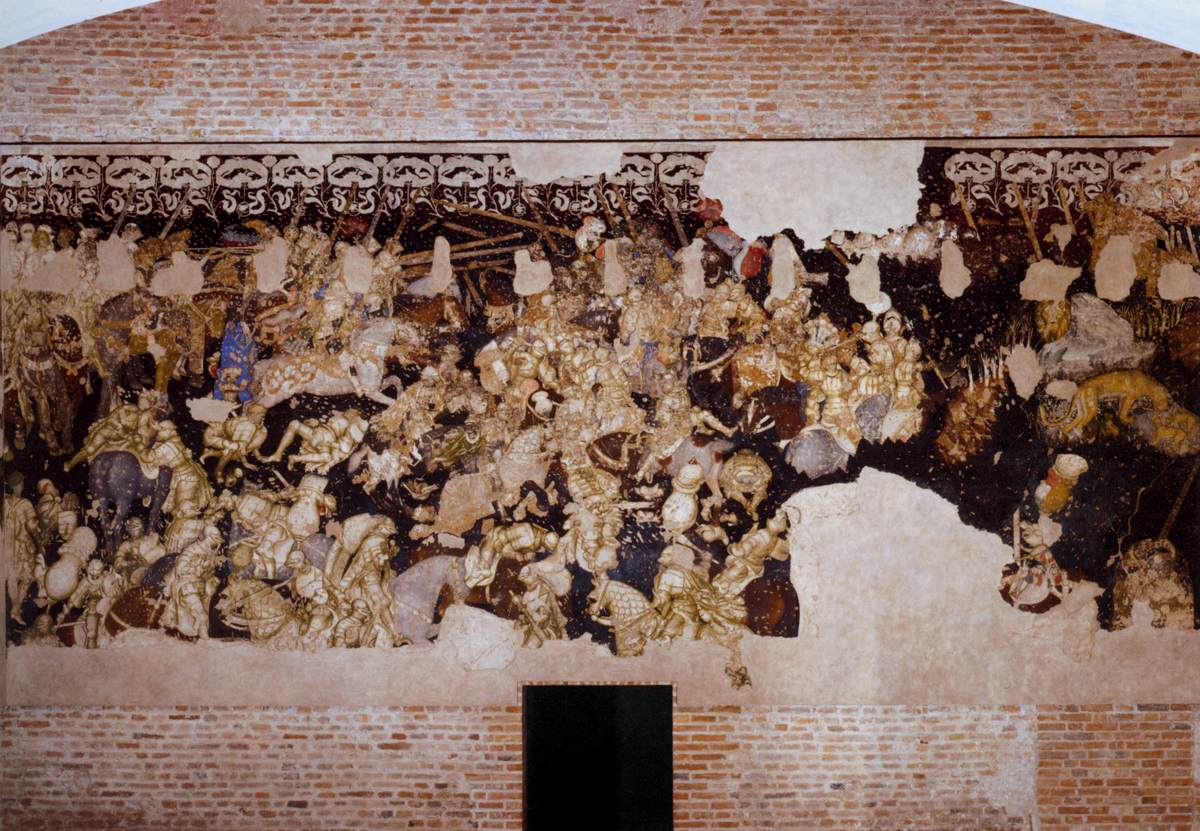
Pisanello, Tournoi-bataille de Louvezerp.

Antonio Pisano, dit Pisanello, a peint en 1433 et 1437 dans la salle qui porte aujourd'hui son nom, un majestueux cycle de fresques de la légende arthurienne, ayant pour sujet la bataille de Louverzep, à la demande du marquis Jean-François de Mantoue qui, ce n'est pas un hasard, s'est représenté dans la peinture. Ces fresques content l'épopée du Roi Arthur dont les histoires étaient fort prisées à l'époque car elles constituaient le paradigme du comportement chevaleresque et un divertissement pour la cour. Les Gonzague étaient alors des condottieri dont la richesse et le prestige reposaient sur leur art de la guerre qu'ils mettaient au service des grandes puissances de la péninsule. Cette œuvre est typique du style prisé à Mantoue qualifié de « gothique international » et présente une composition typique des tapisseries bourguignonnes contemporaines. Ce programme décoratif n'a jamais été terminé pour des raisons qui demeurent inconnues. La découverte sensationnelle et la restauration conséquente de la grande œuvre de Pisanello, qui a eu lieu dans les années 1960-1970, est due au surintendant Giovanni Paccagnini. Les salles Pisanello contiennent des fragments de fresques et les synopies préparatoires associées.

#### Appartement d'Isabelle d'Este dans le Corte Vecchia

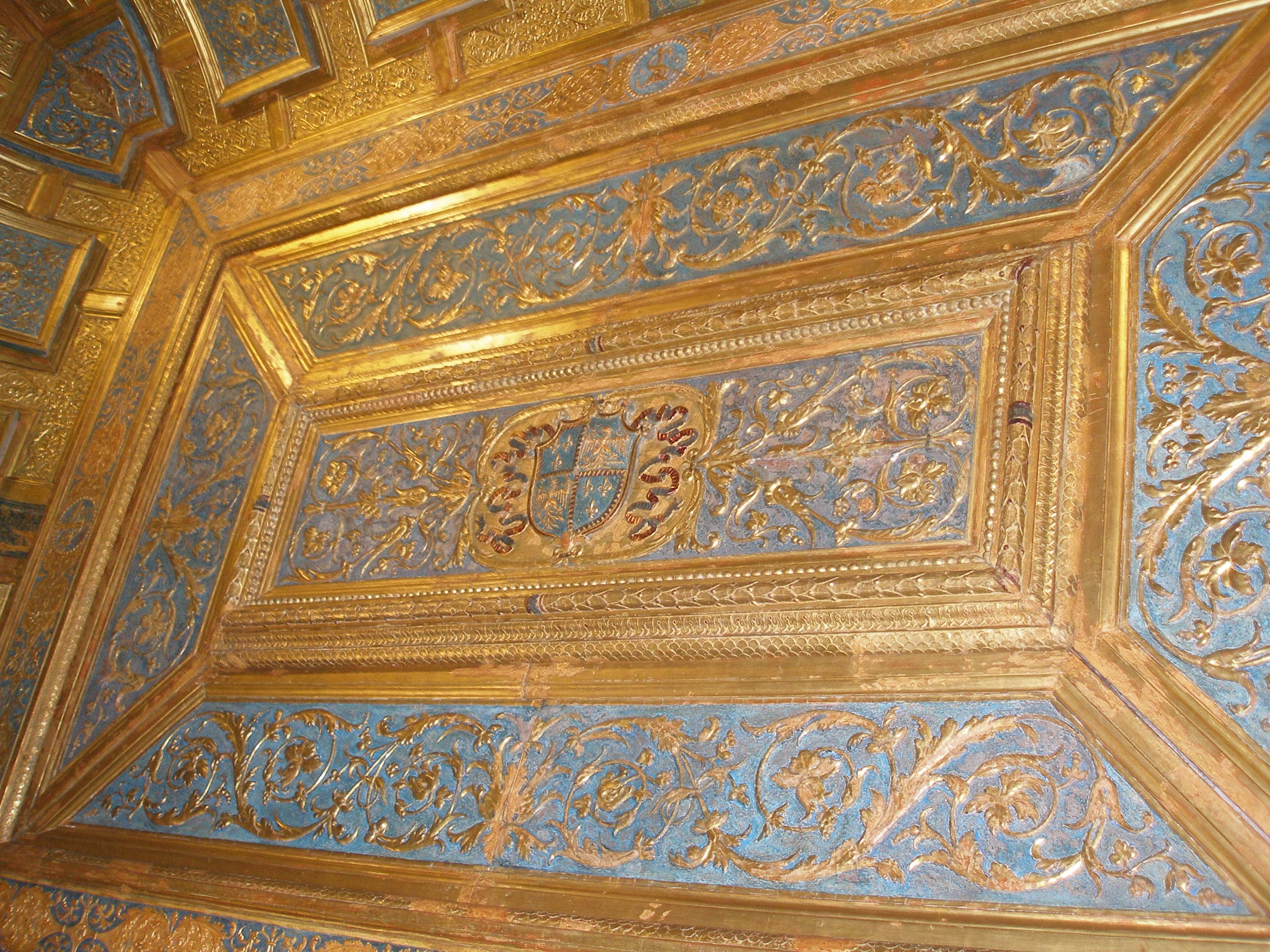
Plafond du Studiolo avec les armoiries d'Isabelle d'Este.

Le Corte Vecchia a retrouvé un nouveau prestige lorsqu'en 1519, Isabelle d'Este a quitté sa résidence dans le château et a déménagé au rez-de-chaussée de cette ancienne partie du palais des Gonzague, dans l'appartement dit « du veuvage ». L'appartement d'Isabelle se composait de deux ailes maintenant divisées par l'entrée de la cour d'honneur. Dans l'aile de la Grotte, plus privée, le mobilier en bois et les collections d'art des deux célèbres pièces du studiolo, la grotte et le bureau, déménagent avec la princesse. Ce dernier contenait des peintures, conservées au musée du Louvre, provenant du Studiolo di Castello, commandées entre 1496 et 1506 à Mantegna (Parnasse et Minerve chassant les Vices du jardin de la Vertu ), à Lorenzo Costa (Isabelle d'Este dans le royaume de l'Harmonie et le Règne de Côme) et au Pérugin (Le Combat de l'Amour et de la Chasteté), auxquels se sont ajoutées des œuvres du Corrège (Allégorie du vice et Allégorie de la vertu).
Une autre pièce célèbre de cette aile est la « Camera Granda » ou « Scalcheria » décorée de fresques en 1522 par Lorenzo Leonbruno de Mantoue. L'appartement comprenait d'autres pièces dans l'aile connue sous le nom de « Santa Croce » du nom d'une ancienne église datant de l'époque de Mathilde de Toscane sur les vestiges de laquelle des pièces représentatives ont été édifiées telle que la Sala delle Imprese Isabelliane, la Sala Imperiale ou Sala del Cheminée, la Salle des Soucis, la Salle des Plaques et la Salle des Entreprises.
Santa Croce Vecchia est une petite église qui existait déjà au tournant de l'an mil. Son existence est attestée par un document daté du 10 mai 1083 signé par Mathilde de Toscane. Attenante aux premiers bâtiments du futur palais ducal, il s'agissait probablement de l'église palatine des familles Bonacolsi et Gonzague, mais la passion pour les constructions bien connue de cette dernière conduit à la démolition de l'ancien édifice. Dûment autorisé par le pape Martin V à procéder à la démolition de l'ancienne église vers l'an 1421, Jean-François de Mantoue, en guise de compensation, fait construire une chapelle de style gothique tardif avec le même titre à proximité du lieu d'origine, qui n'est plus actuellement un lieu de culte, cependant, bien que largement remaniée, est identifiable depuis la petite cour accédant à l'appartement d'Isabelle d'Este.
Par la suite Guillaume de Mantoue (1550-1587) transforme les salles du Corte Vecchia en créant le réfectoire donnant sur le Jardin suspendu et la Galerie des Glaces destinée à la musique.

#### Salles des Fleuves, des tapisseries et du Zodiaque

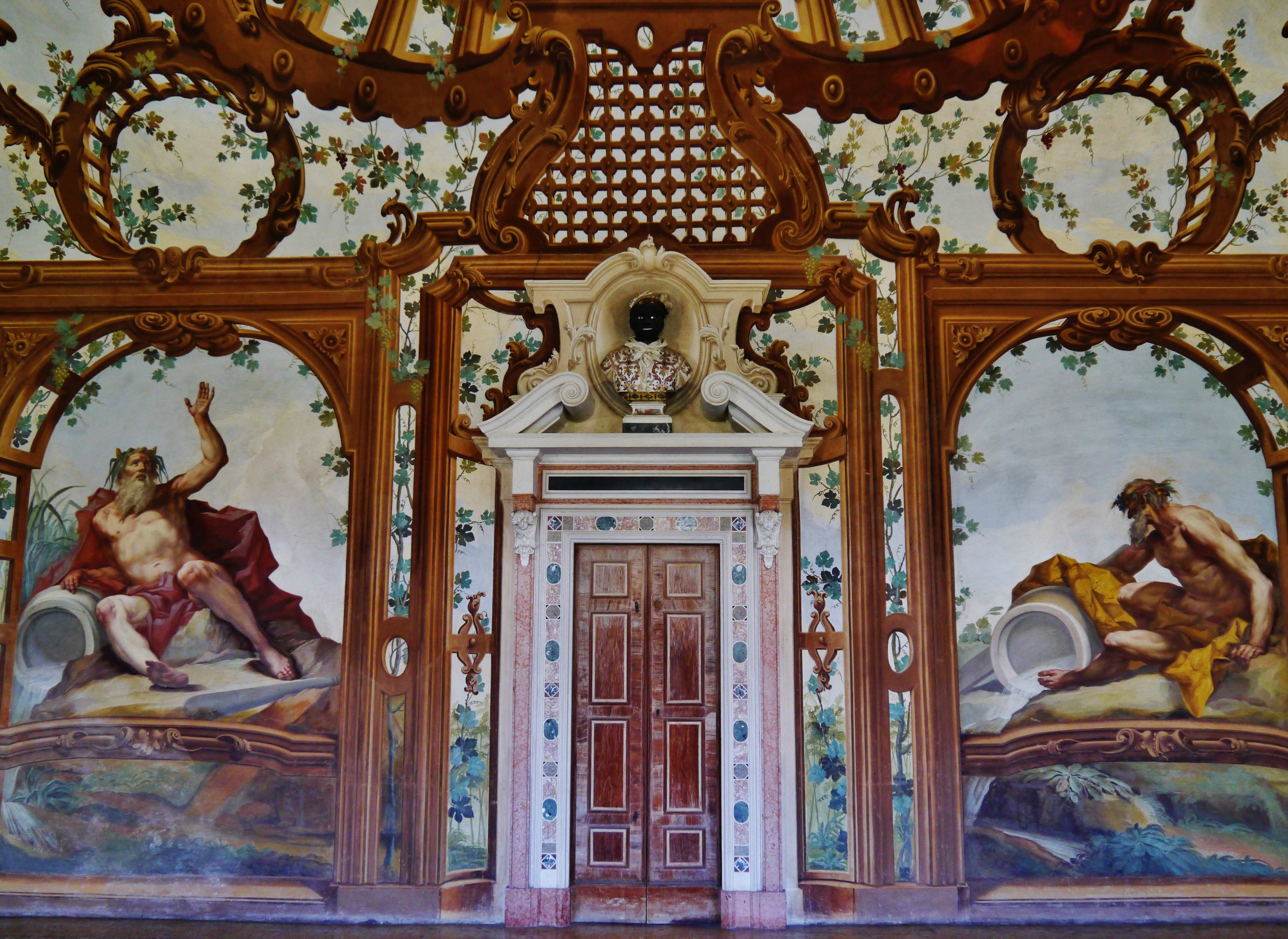
Sala dei Fiumi.

À l'époque des Habsbourg, le réfectoire fait l'objet d'une restructuration qui conduit à la création de la Sala dei Fiumi  (salle des fleuves) où sont représentées les rivières de la région de Mantoue, peintes sur les murs avec des allures de géants par Giorgio Anselmi.
L'Appartement des Tapisseries est construit en même temps, composé de quatre chambres. Sur les murs de trois d'entre elles se trouvent neuf tapisseries tissées à la main en Flandre (Belgique) sur des cartons avec un dessin préparatoire de Raphaël, le même que celui utilisé pour les Tapisseries de Raphaël bien connues conservées au Vatican. Elles sont achetées à Bruxelles par le cardinal Hercule Gonzague dans la première moitié du XVIe siècle pour meubler la pièce alors appelée « Appartement Vert ». Les tapisseries flamandes, après avoir également décoré la basilique palatine de Sainte-Barbara, sont oubliées dans les entrepôts du palais ducal. Elles sont restaurées en 1799 et placées dans l'appartement qui est adapté pour elles.

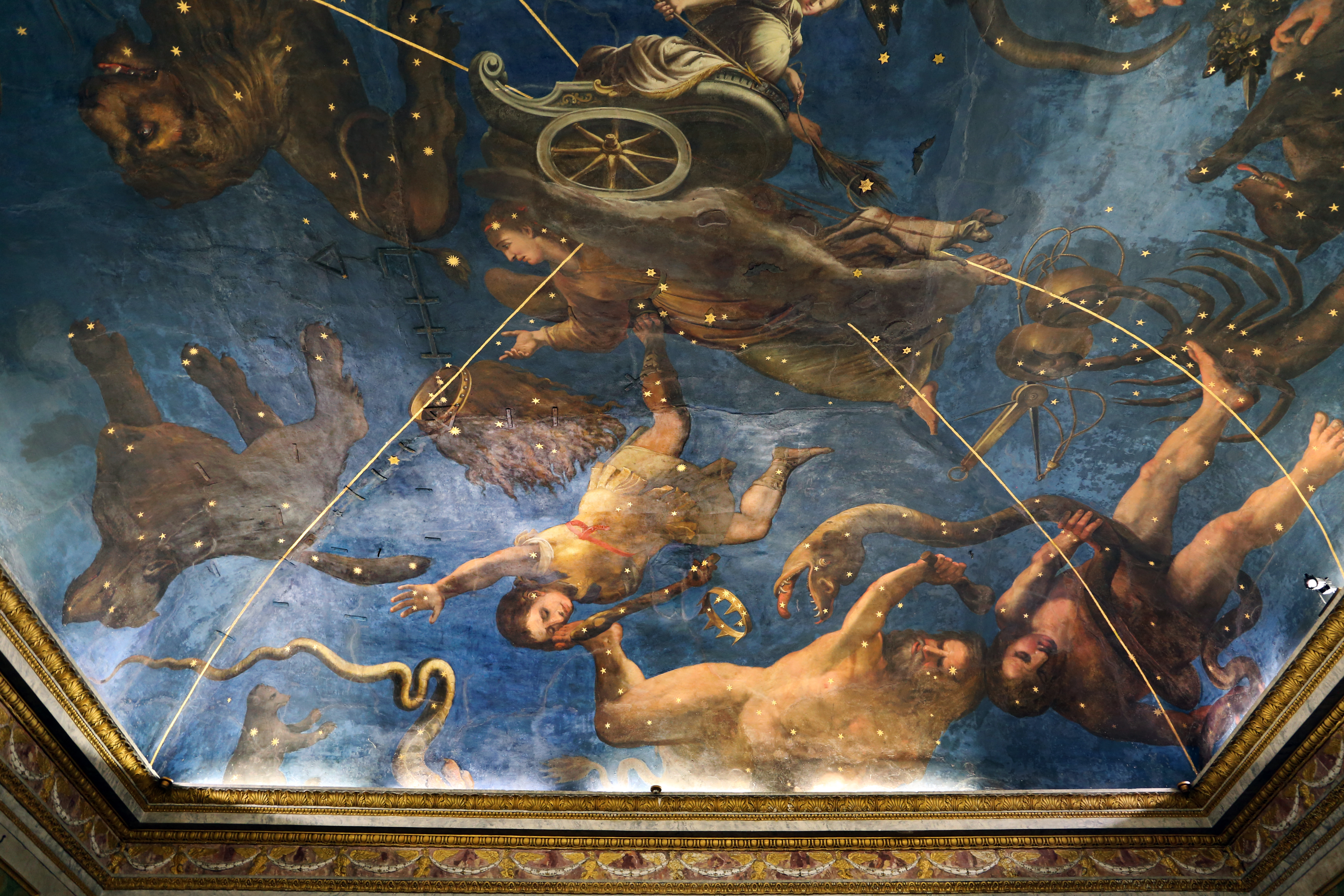
Lorenzo Costa le Jeune, Sala dello Zodiaco, Char de Diane tiré par une meute de chiens, vers 1579-8o.

Une nouvelle restructuration de l'époque napoléonienne concerne également la Sala dello Zodiaco (salle du zodiaque) qui conserve encore le plafond décoré de fresques par Lorenzo Costa le Jeune en 1579. La chambre s'appelait aussi Napoléon Ier, car c'était la chambre de Bonaparte. Le cratère (vase) des sacrifices et des libations fait allusion à l'immortalité de la famille Gonzague. Le corbeau, oiseau sacré d'Apollon, fut transformé en constellation par le dieu. Le signe de la Vierge, avec l'oreille à la main, prenant la forme d'Astrée et de Cérès, est l'emblème de Vincent Ier de Mantoue. Le firmament tourne autour du char de Diane tiré par une meute de chiens. La déesse, enceinte, est la transfiguration d'Éléonore d'Autriche (1534-1594), épouse du duc de Mantoue. Selon la tradition ancienne, le Scorpion tient le signe de la Balance entre ses griffes.

#### Appartement Guastalla
Situé à l'étage noble du Palazzo del Capitano, il est ainsi appelé parce qu'Anne-Isabelle de Guastalla, épouse du dernier duc Charles III Ferdinand de Mantoue, s'y installa. Il se compose de six salles (dont la Sala degli Imperatori ) avec des plafonds en bois qui ont été en partie modifiés à la fin du XVIe siècle. Il reste des traces de fresques du XIVe siècle sur les murs. L'appartement est flanqué du long couloir Passerino dans lequel aurait été conservée la momie de Passerino Bonacossi, expulsé par les Gonzague en 1328.
Dans la Première Chambre, une  frise peinte à fresque de portraits de la famille Gonzague mène à la Salle de Pisanello. Après 1433, Antonio Pisano avait été commissionné pour peindre des fresques représentant un tournoi et d'autres scènes qui ont été laissés inachevées.

#### Appartement de l'impératrice

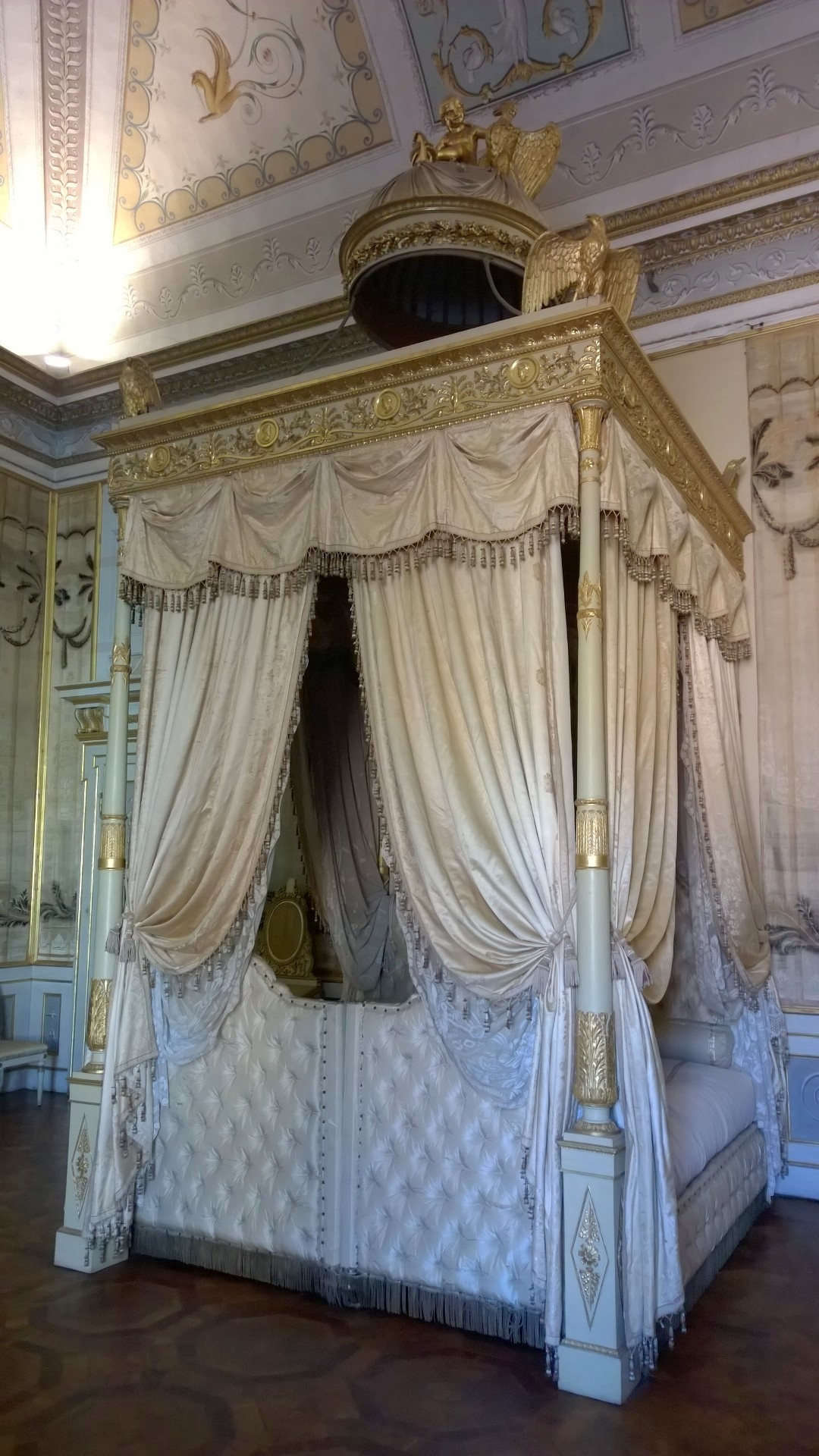
Lit à baldaquin dans l'Appartement de l'Impératrice.

Composé de neuf chambres au mobilier de style Empire, il est situé au premier étage de la Domus Magna. Il a été créé en 1778 pour Marie-Béatrice d'Este, épouse de Ferdinand d'Autriche-Este, cinquième fils de Marie-Thérèse d'Autriche et tire donc son nom du lien avec la famille impériale des Habsbourg. Le prince Eugène de Beauharnais , vice-roi du royaume d'Italie (1805-1814), séjourna également dans ces lieux. Il fit faire en 1810 le précieux lit à baldaquin agrémenté de tissus lyonnais apportés de Milan, encore conservé dans la chambre pour le reste meublée avec des meubles de l'époque des Habsbourg.

#### Appartement de Guglielmo dans le Corte Vecchia
Il est composé de cinq salles, dont le Jardin Suspendu.

#### Autres salles à l'étage noble du Corte Vecchia
L'Escalier monumental des Duchesses, construit au XVIIe siècle et rénové en 1779 par Paolo Pozzo, conduit à la sala del Morone, dont le nom depuis 1494 provient de la toile du peintre véronais Domenico Morone L'Expulsion des Bonacolsi (1328) (scène de la Piazza Sordello).
- Salle des Papes
- Chambres en alcôve
- La Nouvelle Galerie (Galleria Nuova). Construite en 1778 par Giuseppe Piermarini, elle relie l'appartement de Guastalla à l'appartement ducal. Elle abrite plusieurs retables du début du XVIIe  et de la fin du  XVIIIe siècle, de Francesco Borgani, Carlo Bononi, Spagnoletto et autres artistes. La galerie se termine par la grande Sala degli Arcieri (Salle des Archers), autrefois pièce de l'appartement du duc Vincent Ier.
- Chapelle Ducale
- Galerie des Glaces (Galleria degli Specchi), avec des décorations d'Antonio Maria Viani, construite par le bon vouloir de Vincent Ier comme une loggia ouverte avec un décor néoclassique ajouté dans la période 1773-1779. La voûte est décorée de fresques par deux élèves de Guido Reni.
- Couloir des Maures, avec des décorations en stuc du début du XVIIe siècle
- Stanzino dei Mori, avec un plafond de 1580
- Salle des Faucons, avec des décorations de la seconde moitié du XVIe siècle
- Loggia de Santa Barbara

### Domus Nova

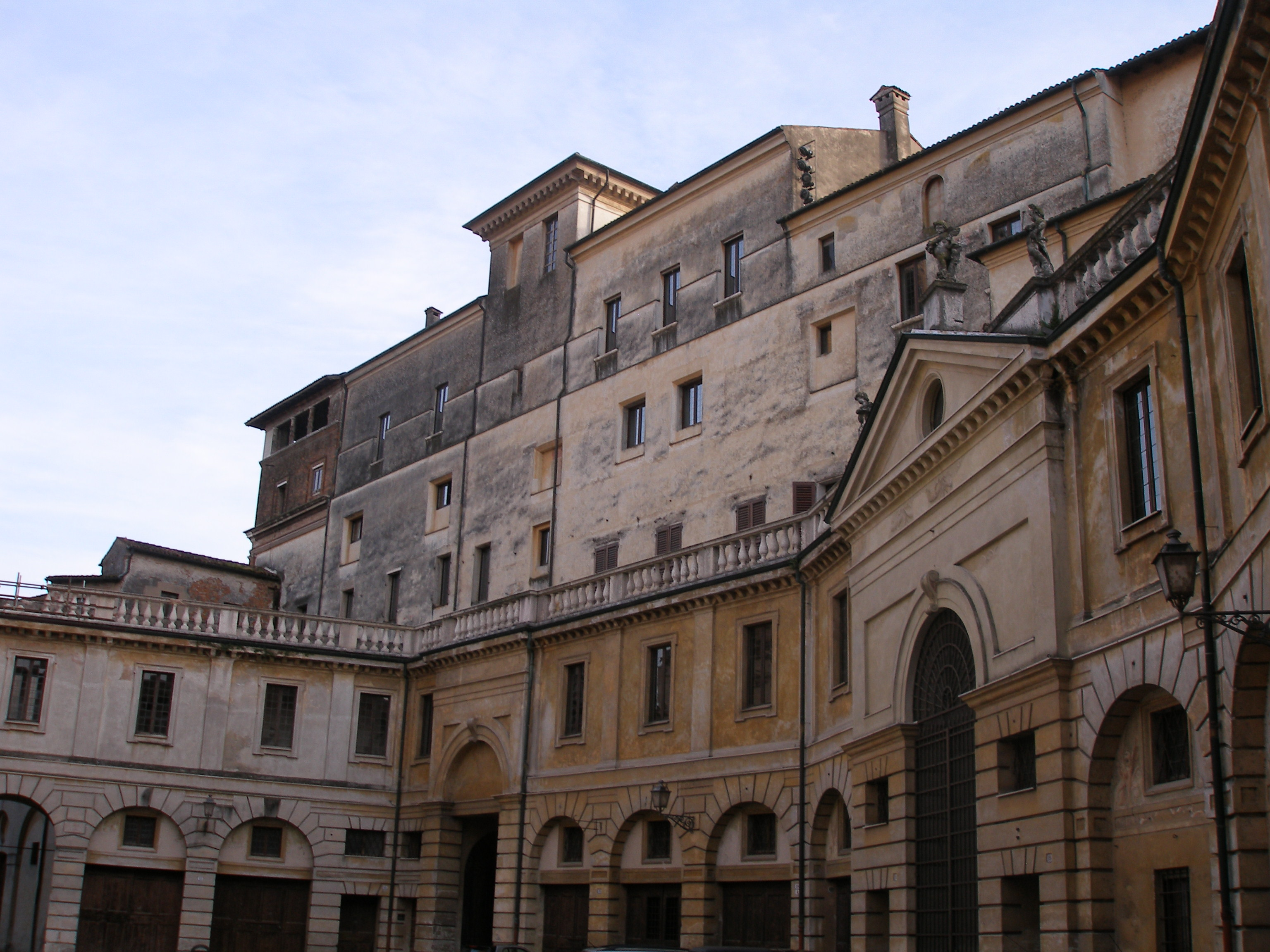
Domus Nova.

Le palais appelé Domus Nova a été conçu et réalisé par l'architecte toscan Luca Fancelli, dont c'est la première réalisation importante, à la demande du marquis Frédéric Ier de Mantoue qui souhaitait agrandir le palais initial des Gonzague. Fancelli en conserve les deux grandes tours latérales tout en respectant les règles de régularité et d'ordre typique des architectures de l'époque.
À partir des années 1570, à la demande de Guillaume de Mantoue, Giovan Battista Bertani réaménage les différents corps de bâtiment de façon plus rationnelle. Il construit le long des plus grands côtés de la cour de la Mostra deux raccords qui unissent les façades opposées du petit palais de la Rustica et de la loggia des Marbres.

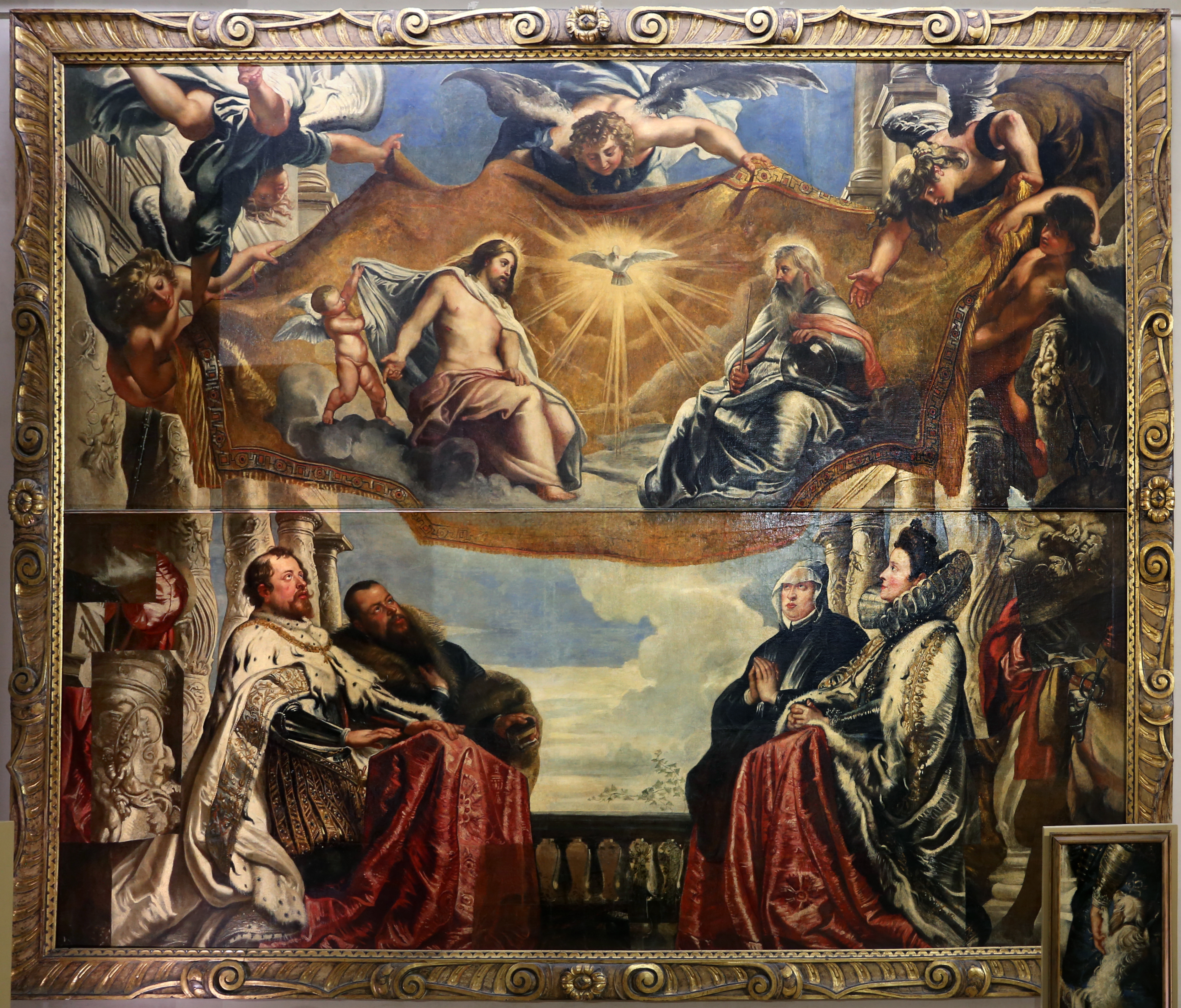
Rubens, La Trinité adorée par la famille Gonzague, 1605.

Un siècle plus tard, sous l'impulsion du duc Vincent Ier de Mantoue, la Domus Nova subit des interventions architecturales qui transforment l'édifice fancellien. Le projet de cette intervention à partir de laquelle l'actuel Appartement Ducal est obtenu, est dû au peintre et architecte crémonais Antonio Maria Viani qui est au service des Gonzague depuis 1595. Des peintures d'églises et de monastères supprimés sont maintenant exposées dans la majestueuse Sala degli Arcieri. La toile la plus célèbre exposée représente La Trinité adorée par la famille Gonzague de Pierre Paul Rubens réalisée pour l'église de la Sainte Trinité en 1605. Du triptyque original ne subsiste à Mantoue que la toile centrale partiellement mutilée, comme le reste de la peinture originale qui a été dispersée dans toute l'Europe : la Transfiguration du Christ est désormais à Nancy, tandis que le Baptême du Christ est à Anvers. La toile de Mantoue montre au premier plan le duc Vincent Ier de Mantoue avec son épouse Éléonore de Médicis, avec  derrière son père Guillaume de Mantoue avec son épouse Éléonore d'Autriche (1534-1594).

#### Appartement Ducal

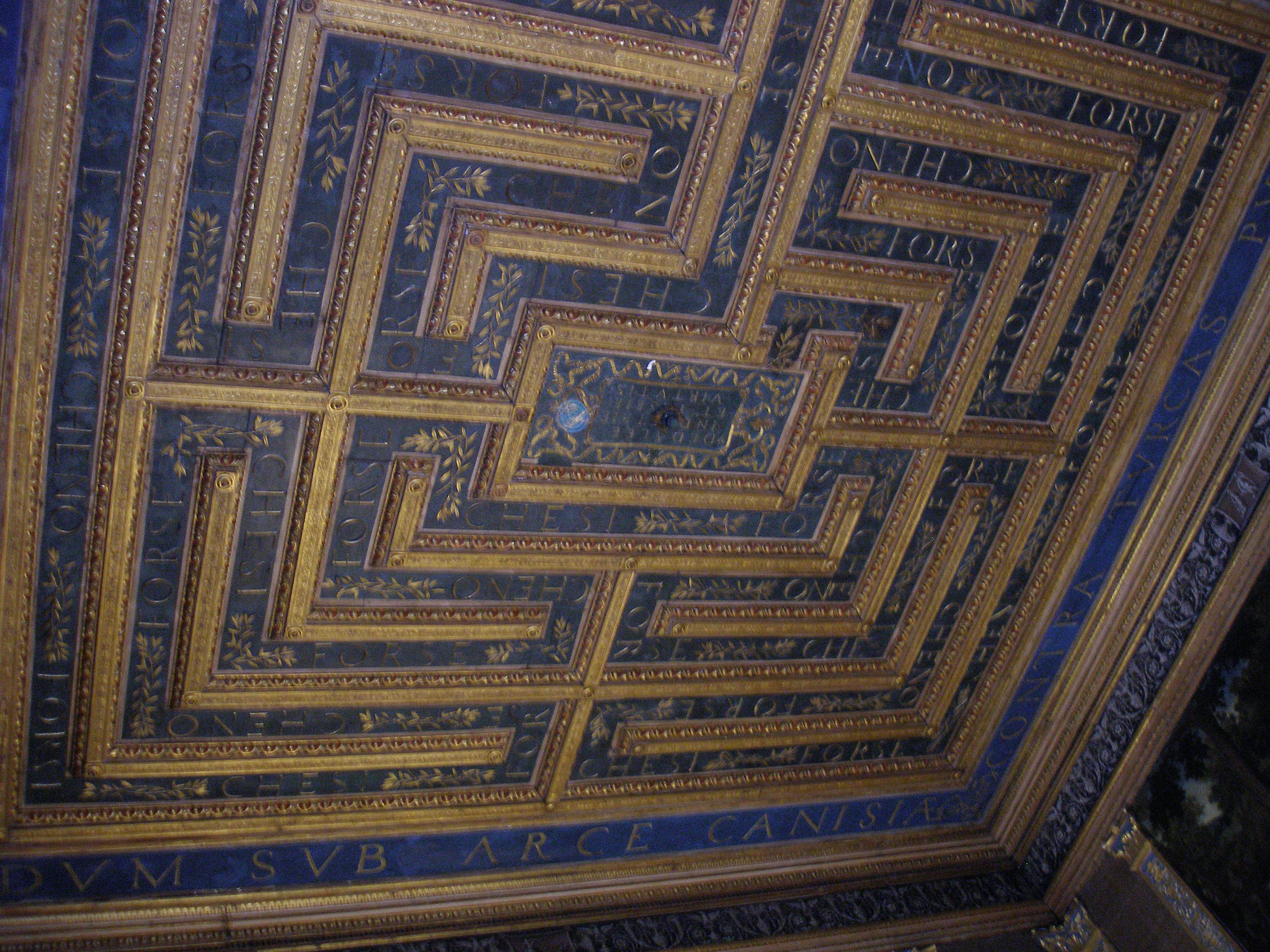
Salle du Labyrinthe.

Il est construit par le duc Guillaume de Mantoue vers 1580 avec des plafonds sculptés et décorés, et est remanié par l'architecte Antonio Maria Viani à l'époque de Vincent Ier de Mantoue. Il comprend les pièces suivantes :
- Sala di Giuditta ;
- Salle du Labyrinthe, sur le plafond duquel, transporté du Palazzo San Sebastiano, un labyrinthe est sculpté, en souvenir de la bataille de Nagykanizsa en Hongrie lors de laquelle Vincent Ier de Mantoue a lutté contre les Turcs, ainsi que la devise du marquis François II de Mantoue « Forse che sì forse che no » (« Peut-être que oui peut-être que non »)[12] ;
- Sala del Crogiuolo, au plafond de laquelle se dresse la devise Me probasti domine et cognovisti me[12] ;
- Salle de Cupidon et Psyché ;
- Salle de Jupiter et Junon.

#### Appartement d'Éléonore de Médicis ou de Ferdinand
Préparé pour l'épouse de Vincent Ier, Éléonore de Médicis, il est aussi appelé « Appartamento del Paradiso » pour la vue magnifique sur le lac. Il se compose de dix pièces dont :
- la Chambres de ville
- le Cabinet des cigognes
- la Chambre des quatre éléments
- la salle des tuiles
- la salle des paysages

#### Catacombes du Corte ou Appartement des Nains
Le duc Ferdinand de Mantoue, deuxième fils de Vincent Ier de Mantoue, qui fut cardinal avant de succéder à son frère François III de Mantoue, chargea Antonio Maria Viani de construire la Scala Santa, située sous son appartement de la Domus Nova. Ces salles reproduisent à une échelle réduite la Scala Santa originale de Rome à la basilique Saint-Jean-de-Latran. La miniaturisation particulière des pièces a conduit pendant des siècles à penser qu'elles étaient destinées à abriter les mythiques nains Gonzague représentés dans la Chambre des Epoux. Jusqu'en 1979, ce "logement" s'appelait « Appartement des Nains », lorsque l'historien Renato Berzaghi a démasqué l'erreur historique et a démontré les correspondances entre la reproduction des Gonzague et l'original romain, confirmées par des documents d'archives qui la relie à une zone auparavant non identifiée avec certitude : les Catacombes du Corte.

### Corte Nuova

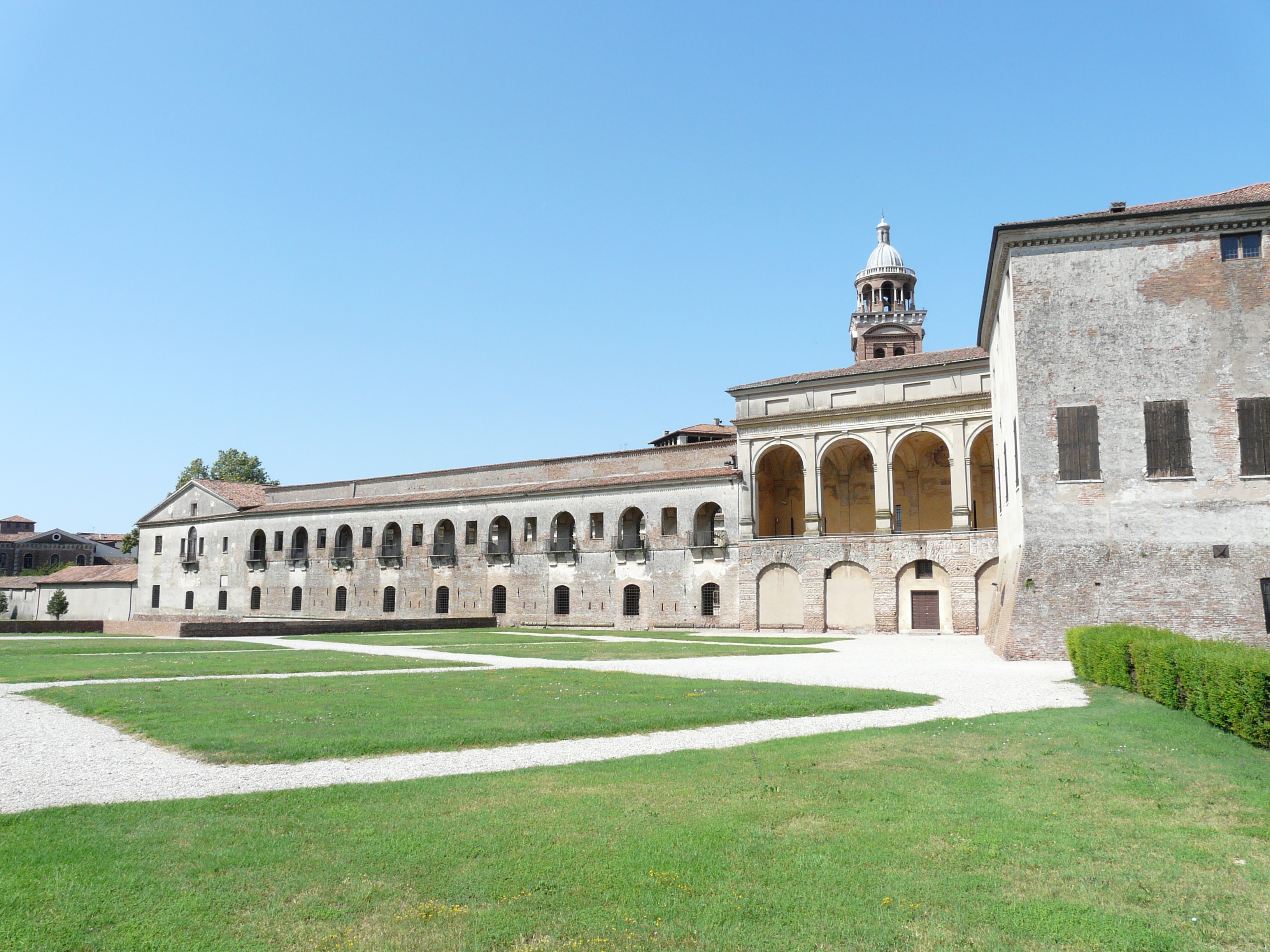
Corte Nuova.

Le Corte Nuova est construit en 1536 par l'architecte Giulio Romano pour le duc Frédéric II et agrandi par Bertani.

#### Appartement Grande di Castello
L'appartement Grande di Castello se compose de six chambres.
La Sala di Manto était à l'origine l'entrée de l'appartement de Troie qui doit son nom aux fresques de la salle principale ouvrages réalisées entre 1538 et 1539, par des collaborateurs de Giulio Romano (Luca di Faenza) qui fut chargé par  Frédéric II de rénover de nombreuses pièces du palais ducal. L'aspect actuel de la Sala di Manto est dû à l'intervention de Guillaume de Mantoue qui a ordonné la création de l'appartement Grande di Castello. Les fresques de la salle racontent l'histoire de la fondation de la ville avec l'arrivée en Italie de Manto, la fille légendaire du devin Tirésias. La naissance de la ville par son fils Ocno et d'autres travaux urbains entrepris par les Gonzague sont représentés. Les fresques sont attribuées à Francesco Primaticcio dit Le Primatice.

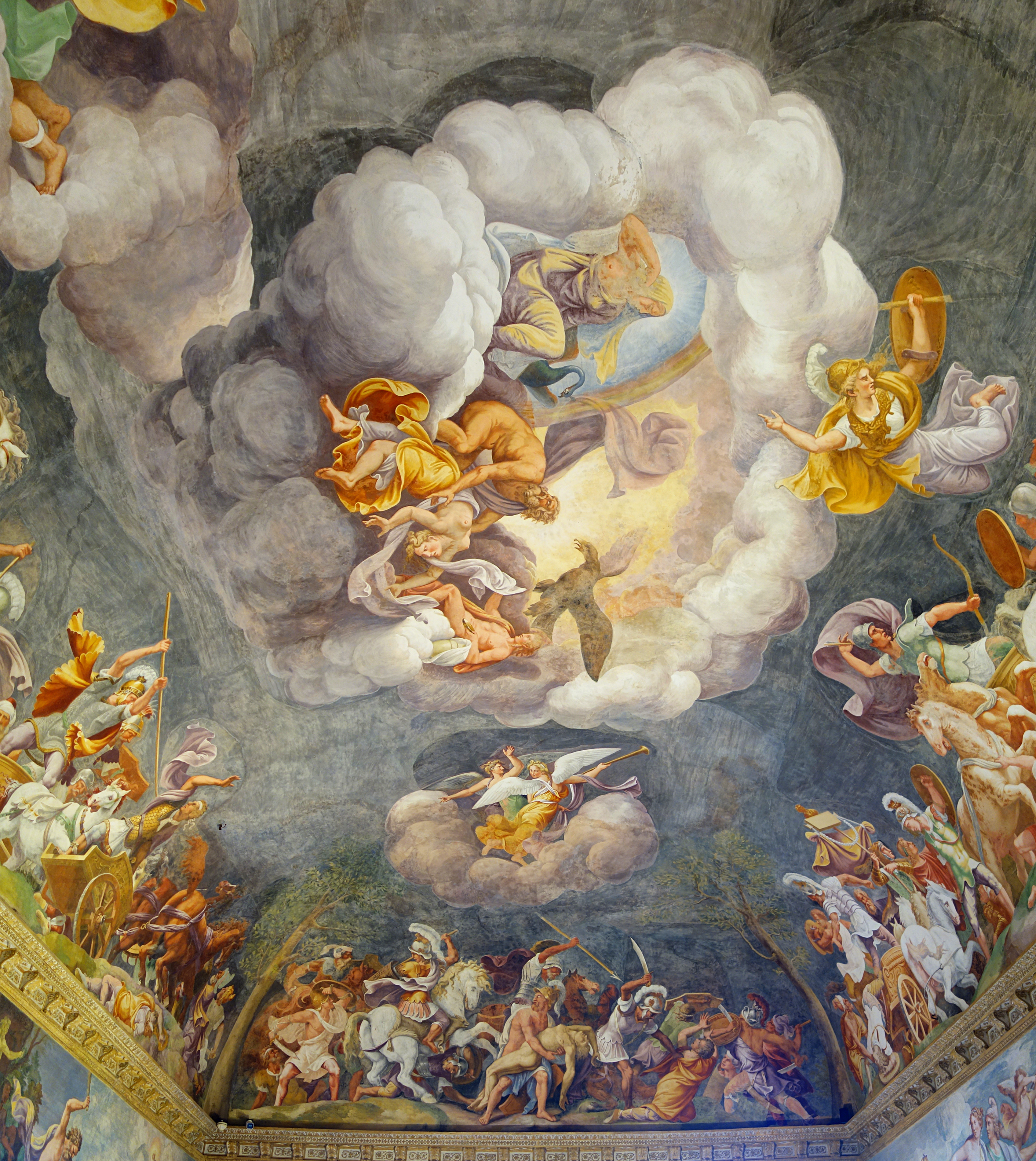
Plafond de la chambre de Troie.

L'appartement officiel de Frédéric II , appelé l'appartement de Troie, s'ouvre sur un grand salon de forme trapézoïdale, la Salle des Chevaux, homonyme de celle du Palais du Te et qui était aussi décorée de toiles représentant des chevaux, aujourd'hui disparues. À côté, une petite loggia donne sur deux cabinets, dits des Oiseaux et des Faucons. A côté de la grande salle dite Salle de Jupiter ou Salle des Têtes, se trouve le Cabinet des Césars, conçu par Jules Romain, dont l'ensemble de fresques a été partiellement conservé. Des niches, sur la partie supérieure des murs, contenaient la série des onze Empereurs romains peints par Titien entre 1536 et 1540. Cette salle était un hommage à l'autorité impériale de Charles Quint dont dépendait la fortune politique du duc.
La Salle de Troie, qui a donné son nom à l'appartement, est ornée de fresques représentant des épisodes marquants de la guerre des Grecs contre les Troyens telle qu'Homère la narre dans l'Iliade. Pour réaliser cette salle, Jules Romain a suivi les instructions de l'humaniste Benedetto Lampridio qui arrive à la cour de Mantoue en 1536. Autrefois décorée de trophées militaires, cette salle rappelait les vertus guerrières de Frédéric II. Jules Romain a décoré de stucs la grande loggia dite la Loggia des Marbres, qui sera transformée en galerie début des années 1570. Cet espace, percé de trois grandes arcades et particulièrement lumineux, donne sur un jardin, le Cortile della Cavalerizza.
Vers 1570, Giovan Battista Bertani, afin de pouvoir exposer les très nombreuses statues antiques de la collection des Gonzague, fit multiplier par deux la longueur de la salle et fermer les ouvertures qui donnaient sur la cour. Ainsi, le duc pouvait s'enorgueillir d'une galerie, lieu de représentation que l'on commençait à voir apparaitre dans les résidences nobles de Rome et de Florence .

#### Appartement des Métamorphoses
Construit en 1616 par Antonio Maria Viani, il est appelé ainsi pour les décorations des plafonds dont les sujets sont tirés des Métamorphoses d'Ovide. Composé de quatre pièces dédiées aux quatre éléments naturels de la terre, de l'eau, de l'air et du feu, l'appartement contenait la riche bibliothèque de la famille Gonzague, dispersée lors du sac de Mantoue en 1630, et le corps embaumé de Passerino Bonacossi dit le Passerino, tué en 1328 lorsque la famille Gonzague prit le pouvoir sur la ville de Mantoue. En particulier, le corps de Passerino chevauchait un hippopotame empaillé, acheté par les Gonzagas au début du XVIIe siècle. Vers 1700, la momie de Passerino Bonacolsi a été jetée dans le lac et, en 1783, le gouvernement autrichien a décidé de faire transporter l'hippopotame au Musée d'histoire naturelle de l'Université de Pavie, où il est actuellement conservé.

#### Appartement de la Rustica, Estivale ou de la Mostra
Edifié par Frédéric II de Mantoue comme résidence pour les illustres hôtes de la cour de Mantoue, le projet et les débuts des travaux de construction ont été réalisés par l'architecte Jules Romain à partir de l'année 1539. Le Palazzo della Rustica a été achevé par Giovan Battista Bertani vers 1561. Il se compose de sept pièces :
- Salle des amours de Jupiter
- Salle des deux colonnes
- Salle des étagères
- Salle aux fruits
- Salle des quatre colonnes
- Salle du poisson
- Camerino d'Orphée

#### Autres salles du Corte Nuova

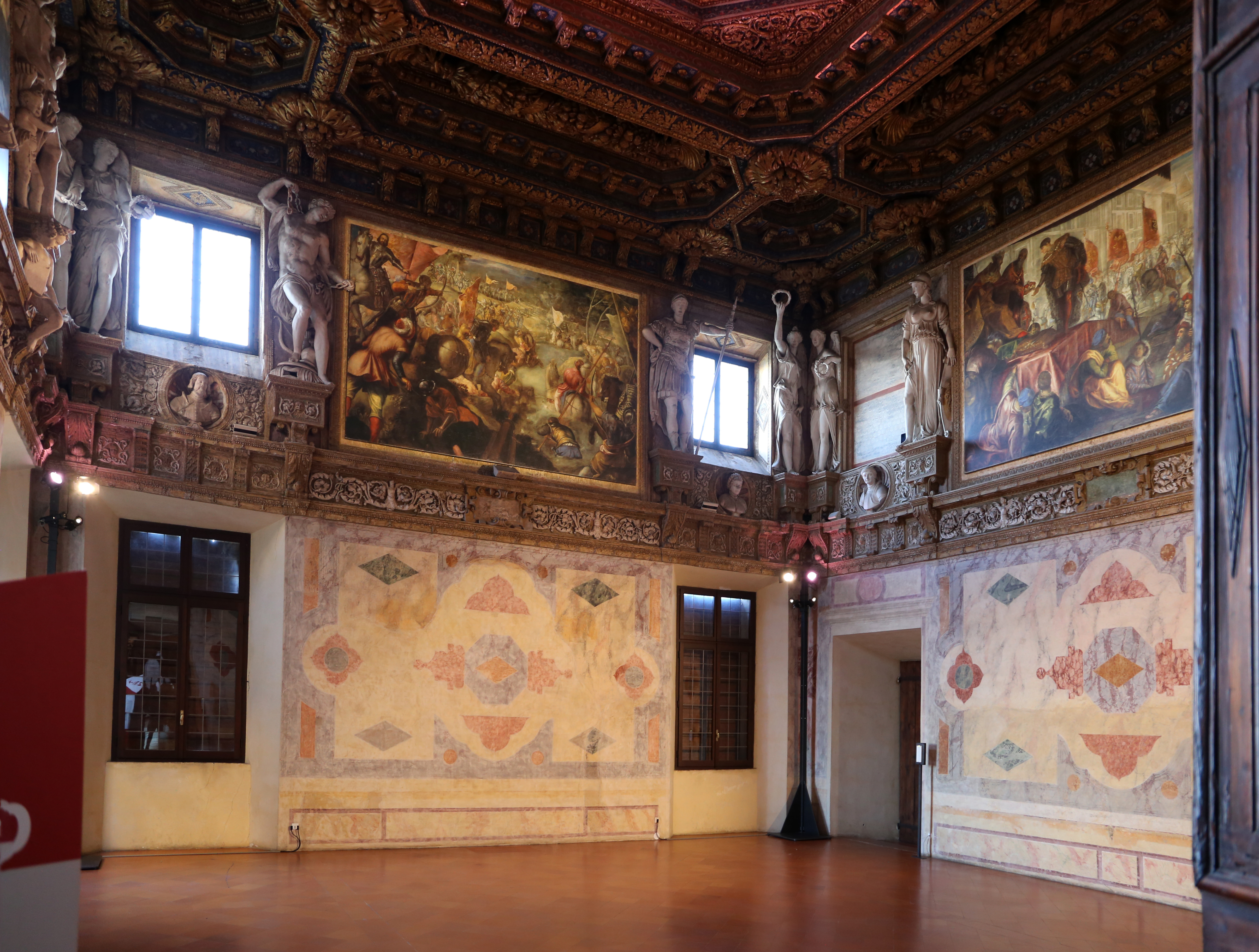
Chambre des Marquis avec une copie des Fastes Gonzague du Tintoret.

- La Galleria della Mostra, avec son imposant plafond en bois, d'une largeur de près de 7 mètres et d'une longueur de 64 mètres, a été construite au début du XVIIe sièclee par Giuseppe Dattaro sur commande de Vincent Ier de Mantoue. C'est la plus grande du palais et elle était censée abriter les collections d'objets précieux des Gonzague[15]. Une plaque à l'intérieur de la grande salle commémore l'Américain Henry Kress qui a généreusement contribué au début du XXe siècle à la restauration du palais ducal.
- Chambre des Capitaines
- Chambre des Marquis, avec des sculptures du Marquis Gonzague et de leurs épouses par le Vénitien Francesco Segala[16]
- Salle des ducs de Giovan Battista Bertani, qui contenait les huit grands tableaux des Fastes des Gonzague commandés par Guillaume de Mantoue au Tintoret[17], aujourd'hui conservés à l'Alte Pinakothek de Munich
- Couloir de Santa Barbara

#### Escalier d'Énée
L'œuvre de Bertani de 1549, récemment nommé par le cardinal Hercule Gonzague « Préfet des fabriques ducales », relie directement le Salone di Manto au Château Saint-Georges. Au bout de l'escalier, on pénètre dans la cour du château et sa loggia, œuvre de Luca Fancelli de 1472.

### Basilique Palatine de Santa Barbara

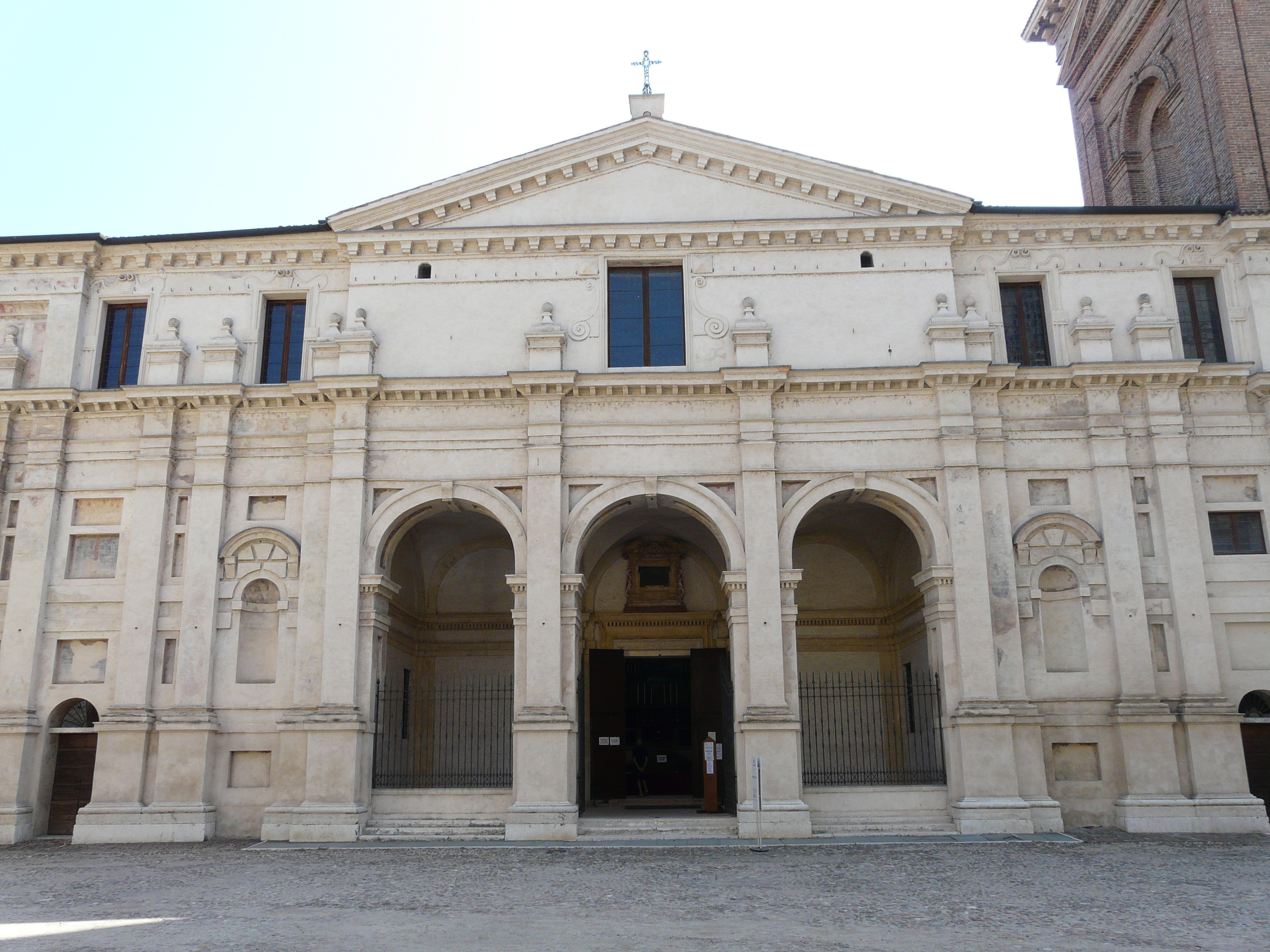
Basilique palatine de Sainte-Barbara1

La basilique de la cour de Gonzague a été construite entre 1562 et 1572 sur décision du duc Guillaume de Mantoue, qui a confié le projet à l'architecte ducal Giovan Battista Bertani. Elle a été conçue comme un lieu pour les somptueuses cérémonies liturgiques du palais accompagnées de musique sacrée et pour cette raison est équipée d'un précieux orgue Antegnati. L'église a récemment fait l'objet d'une découverte importante : les restes de quatre ducs et d'autres membres de la famille ducale, dont ceux de Guillaume de Mantoue qui l'a fait construire, transformant le lieu en panthéon de la famille Gonzague.

### Château Saint-Georges

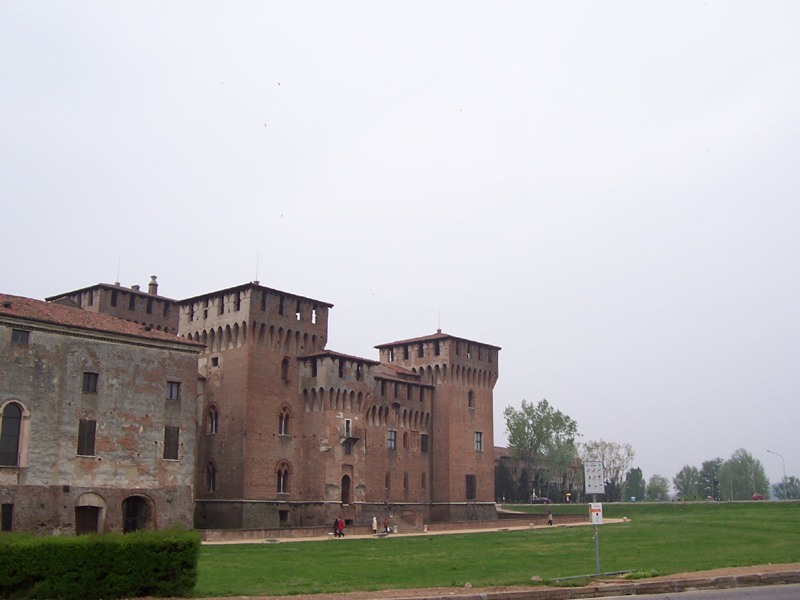
Château Saint-Georges.

Le château Saint-Georges a été construit à partir de 1395 et achevé en 1406 sur commande de François Ier de Mantoue, sur un projet de Bartolino de Novare. Andrea Mantegna, appelé à Mantoue en 1460 par le marquis Louis III et qui a vécu dans la ville virgilienne jusqu'à sa mort en 1506, a réalisé son œuvre la plus célèbre et la plus ingénieuse à l'intérieur du château, la Camera Picta ou Chambre des Époux.

## Jardins et cours

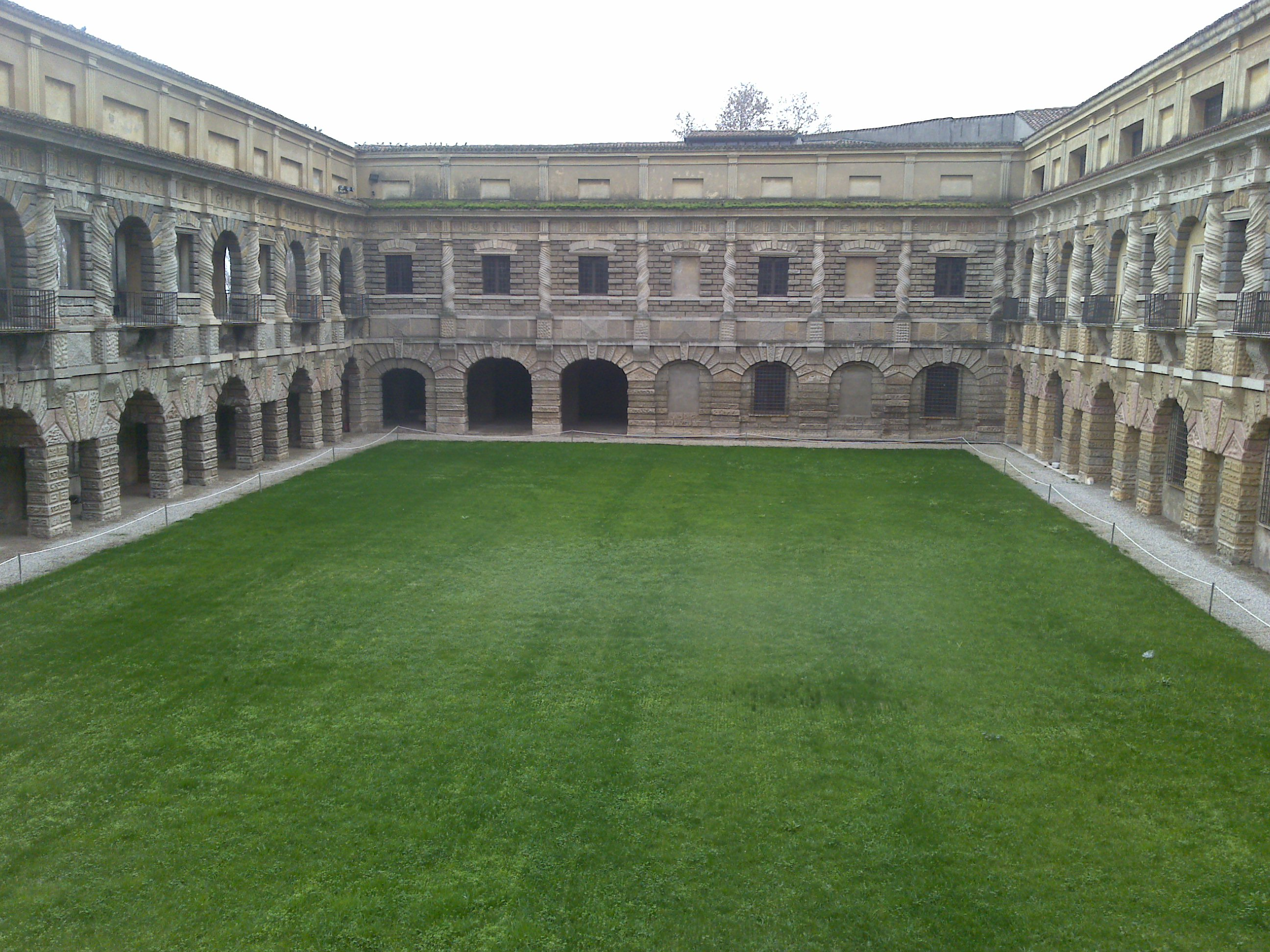
Cortile della Cavallerizza.

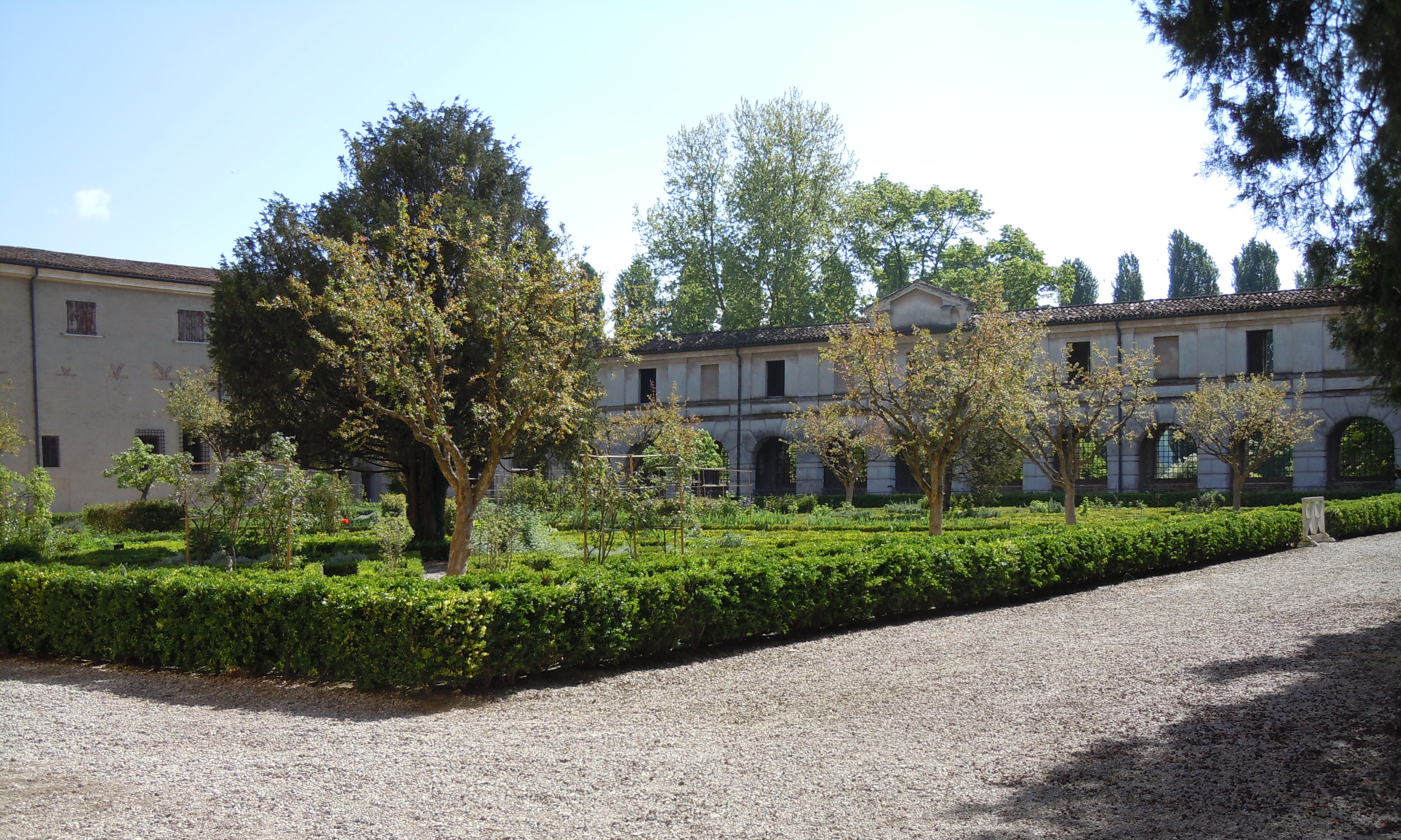
Giardino dei Semplici.

- Le Cortile della Cavallerizza, également appelé Prato della Mostra, a été construit par l'architecte Giovan Battista Bertani, qui en 1556 a adapté les bâtiments qui l'entouraient au maniérisme de Giulio Romano qui caractérise le bâtiment préexistant, La Rustica, qui le surplombe. C'était l'endroit où l'on montrait les chevaux Gonzague prêts à la vente, chevaux considérés par la famille régnante, avec les chiens et les faucons, comme les animaux les plus fidèles à l'homme. La cour est caractérisée par la base en bossage typique de Giulio Romano, et par l'ordre sus-jacent composé de colonnes salomoniques.
- Le Giardino dei Semplici, également connu sous le nom de Jardin du Pavillon, conserve la disposition originale des plantes. Il a été construit au XVe siècle en même temps que la Domus Nova. En 1603, il fut réaménagé à l'initiative du frère florentin Zenobio Bocchi[20], qui y planta les plantes médicinales, dites « simples ». Pour l'hygiène des membres de la seigneurie, ce jardin revêtait une importance particulière : il semble, en effet, que pendant l'hiver ils ne se lavaient jamais, mais parfumaient leurs vêtements avec les fleurs et les essences rares de ce jardin.
- Le jardin suspendu du réfectoire, une construction de la fin du XVIe siècle par l'architecte mantouan Pompeo Pedemonte à la demande du duc Guillaume de Mantoue, est situé à une hauteur de 12 mètres. Au XVIIIe siècle, à l'époque de la domination autrichienne, un Caffehaus fut construit ici sur la base d'un projet d'Antonio Galli da Bibiena .
- Le Jardin Secret, partie intégrante du Studiolo de la Grotte d'Isabelle d'Este dans le Corte Vecchia, a été achevé en 1522 par l'architecte de Mantoue Gian Battista Covo.
- Le Cortile di Santa Croce contient en son centre une colonne dédiée à Longin le Centurion, le centurion romain qui frappa Jésus-Christ sur le côté sur la croix. La colonne a été placée à l'origine dans les années du Concile de Mantoue (1459-60) dans le quartier de Cappadoce sur le lieu présumé du martyre de Longinus près de l' église Santa Maria del Gradaro. Lorsque le quartier du Gradaro, dans la seconde moitié du XIXe siècle, a été transformé en zone industrielle, la colonne a d'abord été déplacée dans la cour du palais de l'Académie nationale virgilienne, puis, à partir du 6 avril 1915, dans le Cortile di Santa Croce. La colonne, d'une hauteur totale de 4 mètres, est constituée d'un socle en porphyre (un rocher erratique de l'époque romaine) surmonté d'une colonne en marbre rouge de Vérone et d'une croix en fer.
- Cour des Huit Visages également connue sous le nom de Cour des Ours.
- Cour du Frambus.
- Cour d'honneur également connue sous le nom de jardin ducal.
- Cour de Santa Croce.
- Cour des Chiens.

## Liste des préfets des Fabriques des Gonzague
Ce sont les directeurs des travaux de construction et de décoration du palais des Gonzague (nommés à partir de 1450) :
- Luca Fancelli 1450-1490
- Bernardino Ghisolfo 1490-1511
- Battista da Covo 1513-1524
- Jules Romain 1524-1546
- Giovan Battista Bertani 1549-1576

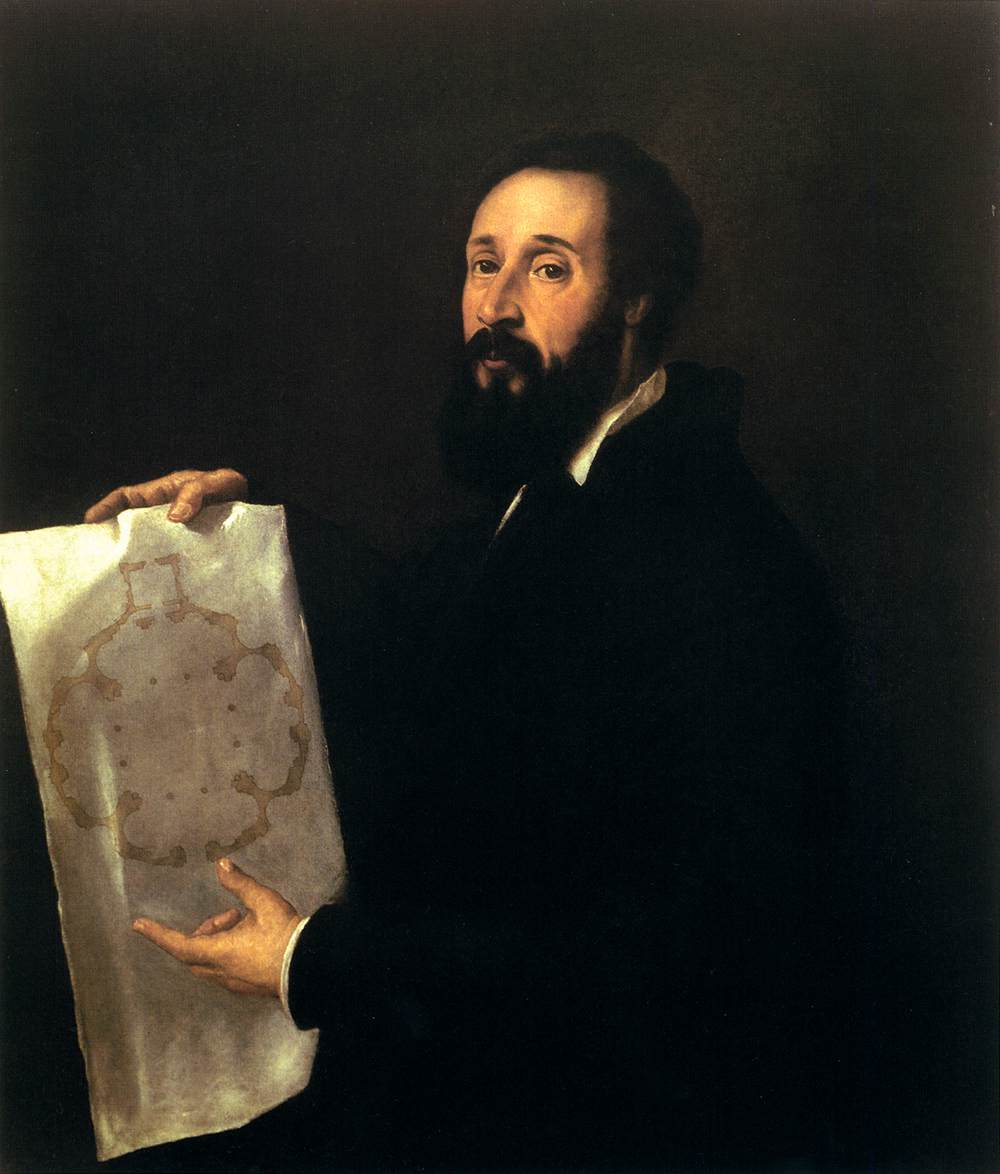
Titien, Portrait de Giulio Romano.

- Giovanni Battista Zelotti 1576-1578
- Pompeo Pedemonte 1579-1580
- Bernardino Brugnoli 1580
- Bernardino Facciotto 1580-1581
- Bernardino Brugnoli 1581-1583
- Oreste Biringucci Vannocci 1583-1585
- Pompeo Pedemonte 1585-1587
- Carlo Lambandi 1588
- Giuseppe Dattaro 1590
- Ippolito Andreasi 1590-1591
- Giuseppe Dattaro 1592-1595
- Antonio Maria Viani 1595-1632
- Nicolò Sebregondi 1637-1652
- Daniel van den Dyck 1658-1661
- Frans Geffels 1662-1671
- Fabrice Carini Motta 1671-1698

## Œuvres d'art

### Période romaine
- Torse d' Aphrodite, 350 av. J.-C., statue, copie romaine d'un original grec de Praxitèle, auteur anonyme

### Gothique
- Tombe effigie de Margherita Malatesta, œuvre sculpturale, Pierpaolo dalle Masegne
- Tournoi-bataille de Louvezerp, fresques et sinopias, Pisanello

### Début de la Renaissance

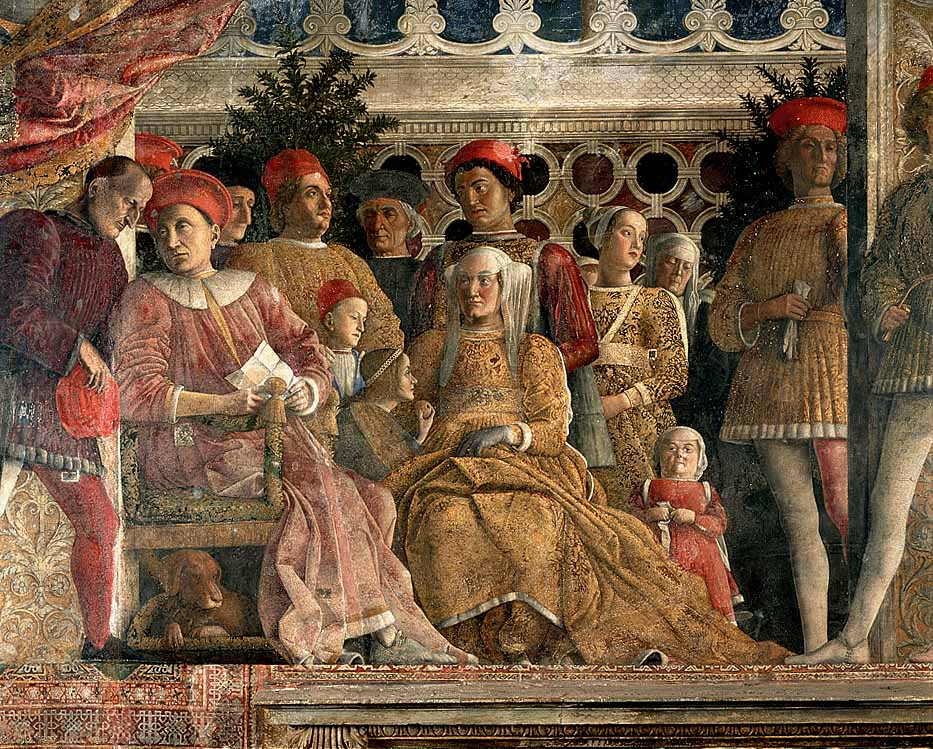
Andrea Mantegna, La Chambre des Époux, La cour de Louis III.

- La Chambre des Époux, 1464-75, fresque, Andrea Mantegna
- Saint Paul, statue, Andrea Mantegna
- Buste de Faustine Majeure, sculpture,
- Buste du marquis François II de Mantoue, vers 1498, terre cuite, Antoniazzo Romano
- Tapisseries des Actes des Apôtres, neuf tapisseries dérivées des cartons de Raphaël
- L'Expulsion des Bonacolsi, 1494, huile sur toile, Domenico Morone
- Lamentation sur le Christ mort, 1533, Lorenzo Leonbruno
- Vierge à l'enfant avec des saints, huile sur toile, attribuée à Ippolito Costa[22]

### Maniérisme
- Vulcain forge l'armure d'Achille, fresque, Giulio Romano
- La construction du cheval de bois de Troie, fresque, Giulio Romano
- Signes du Zodiaque, fresque, Lorenzo Costa le Jeune
- Adoration des bergers, huile sur toile, Lorenzo Costa le Jeune
- Résurrection, huile sur toile, Lorenzo Costa le Jeune
- Le Martyre de saint Jean l'Évangéliste, huile sur toile, Girolamo Mazzola Bedoli
- Rencontre à la Porte Dorée, huile sur toile, Teodoro Ghigi (deux œuvres)[22]
- Chute de Saul, 1560, Girolamo Mazzola Bedoli[22]
- Flagellation du Christ, 1539-40, huile sur toile, 258x183 cm, Rinaldo Mantovano
- Déposition du Christ au sépulcre, 1539-40, huile sur toile, 258x173 cm, Fermo Ghisoni da Caravaggio
- Adoration des bergers, ca 1580-90, panneau à l'huile, 76x53 cm, Sebastiano Filippi dit Bastianino

### Baroque
- Famille Gonzague en adoration de la Trinité, 1604-05, huile sur toile, 381x477 cm, Pierre Paul Rubens
- Martyre de sainte Ursule, croquis attribué à Pierre Paul Rubens[23]
- L'archange Michel terrasse le diable, 1594-95, huile sur toile, 330x233 cm, Antonio Maria Viani
- La Vierge présentant sainte Marguerite à la Trinité, 1619, huile sur toile, 451x374 cm, Antonio Maria Viani[23]
- Vierge Immaculée, 1620-1623, Antonio Maria Viani[22]
- Vierge à l'enfant et aux saints, 1614, Jacopo Borbone[22]
- Annonciation, Lucrina Fetti
- Portrait de Margurite Gonzague, Lucrina Fetti
- Portrait de Marguerite Gonzague, pleine figure, Lucrina Fetti
- Portrait de l'impératrice Eleonore Gonzague, 1622, huile sur toile, Lucrina Fetti
- Portrait de Catherine De Médicis Gonzague, 1626, Lucrina Fetti
- Portrait d'Éléonore II, 1651, Lucrina Fetti
- Multiplication des pains et des poissons, 1616-18, huile sur toile, 356x853 cm, Domenico Fetti
- Présentation de la Vierge au Temple, 1615-16, huile sur toile, 215x148 cm, Domenico Fetti
- Marguerite Gonzague reçoit le modèle de l'église de S. Ursule de l'architecte Antonio Maria Viani, huile sur toile, 250x274 cm, Domenico Fetti
- Onze apôtres et le Christ bénissant, 1616-18, série de 12 peintures, huile sur toile, 215x148 cm, Domenico Fetti
- Saints martyrs, série de 6 peintures, huile sur tableau noir, 70x54 cm, Domenico Fetti
- Portrait de Laura d'Este, huile sur toile, 218x132 cm, Sante Peranda
- Portrait d'Alessandro I Pico, huile sur toile, 156x130 cm, Sante Peranda
- Portrait d'Alessandro I Pico, huile sur toile, 223x132,3 cm, Sante Peranda
- Psyché transportée au bord du ravin, huile sur toile, 157,8x224,4 cm, Sante Peranda
- Psyché coupe un arc de laine, huile sur toile, 117,7x177,2 cm, Sante Peranda
- Portrait de Giovan Francesco II Pico, huile sur toile, 128,7x111,3 cm, Sante Peranda
- Sala dei Fiumi, 1773, fresques, Giorgio Anselmi
- Saint François prie la Vierge pour la cessation d'une épidémie, 1605, huile sur toile, 322x197 cm, Francesco Borani[22]
- Madone avec saint Isidore Agricola et Job, élèves de Francesco Borani[23]
- Sainte Claire mettant en fuite les Sarrasins, 1614-16, huile sur toile, 436x365, Carlo Bononi[22]
- Annonciation, Karl Santner[22]
- Le Christ en gloire parmi les saints, Pietro Martire Neri[22]
- Communion de Saint Jérôme, Domenico Maria Canuti[22]
- Saint François Régis, Giuseppe Maria Crespi[22]
- Saint François de Sales, Giuseppe Maria Crespi[22]
- Vierge immaculée, Giuseppe Orioli[22]
- Bienheureuse Osanna Andreasi, Giuseppe Orioli[24]
- Saint Longin, Giuseppe Orioli[24]
- La Vierge entre San Giovanni da Capestrano et San Giovanni Buono, Giuseppe Bazzani[24]
- Vision de saint Thomas, Giuseppe Bazzani[24]
- Sainte Famille avec Saint Roch, Giuseppe Bazzani
- Transit de saint Joseph[25] ,1755-60, huile sur toile, 110x164, Giuseppe Bazzani
- Bienheureuse Clire Marie de la Passion, Francesco Maria Raineri[24]
- Saint Pierre d'Alcantara en adoration de Saint Joseph, Francesco Maria Raineri[24]
- Le Mariage de la Vierge, Daniel van den Dyck[23]
- L'âge du fer, Palma le Jeune[26]
- Princesses de Mirandole, deux bustes en marbre, 1689, Lorenzo Ottoni[26]
- Putti jouant avec des chiens, 1580, Lorenzo Costa le Jeune[26]
- Bianca Maria Petrozzani avec ses enfants, 1595-1600, Pietro Fachetti[26]

## Visiteurs
En 2011, les visiteurs du palais ducal étaient 220 143 qui en 2012 ont été réduits à 160 634 en raison des événements sismiques des 20 et 29 mai qui ont imposé un parcours de visite réduit, sans le château Saint-Georges et La Chambre des Époux. Fin juin 2016, à l'occasion de « Mantoue capitale italienne de la culture 2016 », les visiteurs étaient déjà 200 000, et fin 2016, il a été enregistré 367 470 visiteurs.